# Campeonato Mundial de Handebol Masculino de 2023
O Campeonato Mundial de Andebol (português europeu) ou Handebol (português brasileiro) Masculino de 2023 foi a 28ª edição deste evento, promovido pela Federação Internacional de Handebol. Com sedes na Polônia e Suécia, entre 11 e 29 de janeiro de 2023. Sendo pela segunda vez realizado em duas sedes, o primeiro foi realizado em 2019, nos países da Alemanha e Dinamarca. A Dinamarca é a atual bicampeã após vencer em 2019 e 2021.

## Candidaturas
Oito nações inicialmente expressaram interesse em sediar o torneio:
- França
- Hungria
- Noruega
- Polónia
- Eslováquia
- Coreia do Sul
- Suécia
- Suíça

No entanto, até a fase de escolha expirar em 15 de abril de 2015, apenas três países entraram com documentos para ser sede deste evento:
- Hungria
- Polónia e  Suécia

A decisão estava agendada para 4 de junho de 2015, mas o Congresso foi transferido para 6 de novembro de 2015. Polônia e Suécia foram escolhidas como anfitriãs. Esta será a primeira vez que a Polônia participará como país-sede.

## Formato
O formato terá 32 seleções divididas em oito grupos de quatro times cada. Os três primeiros de cada grupo irão para a segunda fase, enquanto os times classificados em último em seus grupos da rodada preliminar jogam a Copa do Presidente. As 24 equipes classificadas na primeira fase são divididas em quatro grupos de seis equipes cada. As duas primeiras equipes de cada grupo avançam para as quartas de final, com os vencedores disputando a semifinal e final.

## Sedes
A seguir está todos os locais e cidades-sede que serão usados.
| Cracóvia           | Gdańsk             | Estocolmo          | Malmö              | Gotemburgo         |
| ------------------ | ------------------ | ------------------ | ------------------ | ------------------ |
| Tauron Arena       | Ergo Arena         | Tele2 Arena        | Malmö Arena        | Scandinavium       |
| Capacidade: 15,030 | Capacidade: 11,409 | Capacidade: 19,000 | Capacidade: 13,000 | Capacidade: 12,000 |
|                    |                    |                    |                    |                    |
| Katowice           | Płock              | Jönköping          | Kristianstad       |                    |
| Spodek             | Orlen Arena        | Husqvarna Garden   | Kristianstad Arena |                    |
| Capacidade: 11,036 | Capacidade: 5,492  | Capacidade: 7,000  | Capacidade: 4,700  |                    |
|                    |                    |                    |                    |                    |

## Marketing
O logotipo foi revelado em 23 de agosto de 2021. O logotipo foi projetado para ser usado em um fundo azul escuro, mas também pode ficar sozinho. O logotipo apresenta sinteticamente uma bola voadora. Foi inspirado por um cometa iluminando o céu. O símbolo transmite dinamismo e expressão. Os trilhos formam uma mão que, em combinação com uma bola em primeiro plano, criam uma forma gráfica característica e amigável. As cores do logotipo referem-se às cores nacionais da Polônia e da Suécia, organizadoras do Campeonato Mundial Masculino de 2023. Ele traz uma mensagem clara sobre a disciplina esportiva do handebol. Uma divisão de cores habilidosa e bem equilibrada alude à cooperação dos anfitriões do evento e à união para o sucesso do Campeonato. O logotipo foi desenhado pela agência de design polonesa Studio Signature. . O slogan: Stick Together foi revelado em 15 de setembro de 2021. O conceito “Stick together” é a estrutura para toda a nossa comunicação e é o remetente em todas as postagens ou outras expressões provenientes do 28º Campeonato Mundial Masculino IHF Polônia/Suécia 2023. Usamos “Fiquem juntos” para falar sobre as grandes questões e o contexto mais amplo, mas também usamos “Fiquem juntos” localmente em todo o marketing em cada cidade-sede. Simboliza por cada conceito:
- Junte-se para um jogo justo.
- Fiquem juntos como fãs.
- Ficar juntos como uma equipe.
- Ficar juntos para desafiar.
- Fiquem juntos na arena.
- Junte-se para vencer.

Também faz parte dos conceitos de sustentabilidade e comunicação de ambos os países. 

## Qualificação
Os anfitriões do Campeonato Mundial serão qualificados diretamente, juntamente com os atuais campeões mundiais. Seguindo as regras atuais da IHF, o número de vagas obrigatórias concedidas a cada confederação continental é dividido da seguinte forma: 4 vagas cada para África, Ásia e Europa. Por haver mais de um organizador da mesma Confederação Continental (Europa), o número de vagas obrigatórias da respectiva Confederação Continental será reduzido proporcionalmente. Assim, apenas 3 vagas obrigatórias para a Europa, enquanto África e Ásia são mantidas com 4 quatro vagas alocadas. A partir de 2021, a Pan-América foi dividida em duas zonas: a Zona da América do Norte e Caribe com 1 lugar e a Zona da América do Sul e Central com 3 lugares. Uma vaga adicional está disponível para a Oceania, mas apenas quando a seleção nacional daquela região estiver em quinto lugar ou acima no Campeonato Asiático. Como nenhuma equipe da Oceania ficou entre as cinco primeiras no Campeonato Asiático, a IHF concederá um wild card adicional. Além disso, haverá várias vagas de desempenho para as confederações continentais (12 vagas), que são baseadas nas equipes classificadas de 1 a 12 no Campeonato Mundial anterior. Levando em consideração os resultados do Campeonato Mundial Masculino de 2021, 20 das 32 vagas estão distribuídas da seguinte forma:
| Competição                                                      | Datas                           | Sedes                | Vagas | Qualificados                                                                                            |
| --------------------------------------------------------------- | ------------------------------- | -------------------- | ----- | --- |
| País-Sede                                                       | 6 Novembro 2015                 | Sochi                | 2     | Polônia · Suécia                                                                                        |
| Campeonato Mundial de Handebol Masculino de 2021                | 31 Janeiro 2021                 | Egito                | 1     | Dinamarca                                                                                               |
| Campeonato Europeu de Handebol Masculino de 2022                | 13–30 Janeiro 2022              | Hungria · Eslováquia | 3     | Espanha · França · Noruega                                                                              |
| Campeonato Asiático de Handebol Masculino de 2022               | 18–31 Janeiro 2022              | Arábia Saudita       | 5     | Arábia Saudita · Bahrein · Catar · Coreia do Sul · Irã                                                  |
| Campeonato Sul e Centro-Americano de Handebol Masculino de 2022 | 25–29 Janeiro 2022              | Recife               | 4     | Argentina · Brasil · Chile · Uruguai                                                                    |
| Repescagem Europeia                                             | 7 Novembro 2021 – 16 Abril 2022 | Várias               | 9     | Alemanha · Bélgica · Croácia · Hungria · Islândia · Macedônia do Norte · Montenegro · Portugal · Sérvia |
| Campeonato Nor.Ca. de 2022                                      | 26–30 Junho 2022                | México               | 1     | Estados Unidos                                                                                          |
| Campeonato Africano de Handebol Masculino de 2022               | 11–18 Julho 2022                | Egito                | 5     | Argélia · Cabo Verde · Egito · Marrocos · Tunísia                                                       |
| Wild card                                                       | 28 Junho 2022                   | —                    | 1+1   | Eslovênia · Países Baixos                                                                               |

### Histórico dos Classificados
| País               | Qualificado como                                                | Qualificado em        | Participações anteriores1, 2 |
| ------------------ | --------------------------------------------------------------- | --------------------- | --- |
| Polônia            | Sedes                                                           | 6 de Novembro de 2015 | 16 (1958, 1967, 1970, 1974, 1978, 1982, 1986, 1990, 2003, 2007, 2009, 2011, 2013, 2015, 2017, 2021)                                                              |
| Suécia             | Sedes                                                           | 6 de Novembro de 2015 | 25 (1938, 1954, 1958, 1961, 1964, 1967, 1970, 1974, 1978, 1982, 1986, 1990, 1993, 1995, 1997, 1999, 2001, 2003, 2005, 2009, 2011, 2015, 2017, 2019, 2021)        |
| Dinamarca          | Campeão                                                         | 31 de Janeiro de 2021 | 24 (1938, 1954, 1958, 1961, 1964, 1967, 1970, 1974, 1978, 1982, 1986, 1993, 1995, 1999, 2003, 2005, 2007, 2009, 2011, 2013, 2015, 2017, 2019, 2021)              |
| Bahrein            | Campeonato Asiático de Handebol Masculino de 2022               | 24 de Janeiro de 2022 | 4 (2011, 2017, 2019, 2021) |
| Irã                | Campeonato Asiático de Handebol Masculino de 2022               | 24 de Janeiro de 2022 | 1 (2015) |
| Catar              | Campeonato Asiático de Handebol Masculino de 2022               | 24 de Janeiro de 2022 | 8 (2013, 2005, 2007, 2013, 2015, 2017, 2019, 2021) |
| Espanha            | Campeonato Europeu de Handebol Masculino de 2022                | 25 de Janeiro de 2022 | 21 (1958, 1974, 1978, 1982, 1986, 1990, 1993, 1995, 1997, 1999, 2001, 2003, 2005, 2007, 2009, 2011, 2013, 2015, 2017, 2019, 2021)                                |
| Arábia Saudita     | Campeonato Asiático de Handebol Masculino de 2022               | 26 de Janeiro de 2022 | 9 (1997, 1999, 2001, 2003, 2009, 2013, 2015, 2017, 2019) |
| Argentina          | Campeonato Sul e Centro-Americano de Handebol Masculino de 2022 | 26 de Janeiro de 2022 | 13 (1997, 1999, 2001, 2003, 2005, 2007, 2009, 2011, 2013, 2015, 2017, 2019, 2021)                                                                                |
| Uruguai            | Campeonato Sul e Centro-Americano de Handebol Masculino de 2022 | 26 de Janeiro de 2022 | 1 (2021) |
| França             | Campeonato Europeu de Handebol Masculino de 2022                | 26 de Janeiro de 2022 | 23 (1954, 1958, 1961, 1964, 1967, 1970, 1978, 1990, 1993, 1995, 1997, 1999, 2001, 2003, 2005, 2007, 2009, 2011, 2013, 2015, 2017, 2019, 2021)                    |
| Brasil             | Campeonato Sul e Centro-Americano de Handebol Masculino de 2022 | 26 de Janeiro de 2022 | 15 (1958, 1995, 1997, 1999, 2001, 2003, 2005, 2007, 2009, 2011, 2013, 2015, 2017, 2019, 2021)                                                                    |
| Chile              | Campeonato Sul e Centro-Americano de Handebol Masculino de 2022 | 26 de Janeiro de 2022 | 6 (2011, 2013, 2015, 2017, 2019, 2021) |
| Noruega            | Campeonato Europeu de Handebol Masculino de 2022                | 28 de Janeiro de 2022 | 16 (1958, 1961, 1964, 1967, 1970, 1993, 1997, 1999, 2001, 2005, 2007, 2009, 2011, 2017, 2019, 2021)                                                              |
| Coreia do Sul      | Campeonato Asiático de Handebol Masculino de 2022               | 30 de Janeiro de 2022 | 13 (1986, 1990, 1993, 1995, 1997, 1999, 2001, 2007, 2009, 2011, 2013, 2019, 2021)                                                                                |
| Bélgica            | Repescagem Europeia                                             | 19 de Março de 2022   | 0 (estreante) |
| Hungria            | Repescagem Europeia                                             | 16 de Aril de 2022    | 21 (1958, 1964, 1967, 1970, 1974, 1978, 1982, 1986, 1990, 1993, 1995, 1997, 1999, 2003, 2007, 2009, 2011, 2013, 2017, 2019, 2021)                                |
| Croácia            | Repescagem Europeia                                             | 16 de Aril de 2022    | 14 (1995, 1997, 1999, 2001, 2003, 2005, 2007, 2009, 2011, 2013, 2015, 2017, 2019, 2021)                                                                          |
| Islândia           | Repescagem Europeia                                             | 16 de Aril de 2022    | 21 (1958, 1961, 1964, 1970, 1974, 1978, 1986, 1990, 1993, 1995, 1997, 2001, 2003, 2005, 2007, 2011, 2013, 2015, 2017, 2019, 2021)                                |
| Sérvia             | Repescagem Europeia                                             | 16 de Aril de 2022    | 4 ( 2009, 2011, 2013, 2019) |
| Alemanha           | Repescagem Europeia                                             | 16 de Aril de 2022    | 26 (1938, 1954, 1958, 1961, 1964, 1967, 1970, 1974, 1978, 1982, 1986, 19903, 1993, 1995, 1999, 2001, 2003, 2005, 2007, 2009, 2011, 2013, 2015, 2017, 2019, 2021) |
| Portugal           | Repescagem Europeia                                             | 17 de Abril de 2022   | 4 (1997, 2001, 2003, 2021) |
| Montenegro         | Repescagem Europeia                                             | 17 de Abril de 2022   | 1 (2013) |
| Macedônia do Norte | Repescagem Europeia                                             | 17 de Abril de 2022   | 7 (1999, 2009, 2013, 2015, 2017, 2019, 2021) |
| Países Baixos      | Wild card                                                       | 28 de Junho de 2022   | 1 (1961) |
| Eslovênia          | Wild card                                                       | 28 de Junho de 2022   | 9 (1995, 2001, 2003, 2005, 2007, 2013, 2015, 2017, 2021) |
| Estados Unidos     | Campeonato Nor.Ca. de 2022                                      | 30 de Junho de 2022   | 6 (1964, 1970, 1974, 1993, 1995, 2001) |
| Marrocos           | Campeonato Africano de Handebol Masculino de 2022               | 15 de Julho de 2022   | 7 (1995, 1997, 1999, 2001, 2003, 2007, 2021) |
| Tunísia            | Campeonato Africano de Handebol Masculino de 2022               | 15 de Julho de 2022   | 15 (1967, 1995, 1997, 1999, 2001, 2003, 2005, 2007, 2009, 2011, 2013, 2015, 2017, 2019, 2021)                                                                    |
| Cabo Verde         | Campeonato Africano de Handebol Masculino de 2022               | 15 de Julho de 2022   | 1 (2021) |
| Egito              | Campeonato Africano de Handebol Masculino de 2022               | 15 de Julho de 2022   | 16 (1964, 1993, 1995, 1997,1999, 2001, 2003, 2005, 2007, 2009, 2011, 2013, 2015, 2017, 2019, 2021)                                                               |
| Argélia            | Campeonato Africano de Handebol Masculino de 2022               | 18 de Julho de 2022   | 15 (1974, 1982, 1986, 1990, 1995, 1997, 1999, 2001, 2003, 2005, 2009, 2011, 2013, 2015, 2021)                                                                    |

5 Negrito indica o campeão do referido ano
6 Itálico indica país sede do referido campeonato

## Sorteio
O sorteio ocorreu em 02 de julho de 2022 em Katowice, na Polônia.

### Potes
Os potes foram seguindo a classificação do Campeonato Mundial anterior e seguindo as regras da IHF.
| Pote 1                                                                 | Pote 2                                                                            | Pote 3                                                                                | Pote 4                                                                                      |
| ---------------------------------------------------------------------- | --------------------------------------------------------------------------------- | ------------------------------------------------------------------------------------- | ------------------------------------------------------------------------------------------- |
| Campeão Europa 1 Europa 2 Europa 4 Europa 5 Europa 6 Europa 7 África 1 | Ásia 1 Europa 8 Europa 9 América do Sul 1 Europa 10 Europa 12 Europa 11 Europa 13 | Europa 14 Europa 15 América do Sul 2 Ásia 2 Ásia 3 África 2 América do Sul 3 África 3 | América do Sul 4 África 4 África 5 Ásia 4 Ásia 5 América do Norte 1 Wild card 1 Wild card 2 |

| Pote 1                                                                                         | Pote 2                                                                                           | Pote 3                                                                                  | Pote 4                                                                                         |
| ---------------------------------------------------------------------------------------------- | ------------------------------------------------------------------------------------------------ | --------------------------------------------------------------------------------------- | ---------------------------------------------------------------------------------------------- |
| Dinamarca (Campeão) · Suécia (Sede) · Espanha · França · Noruega · Islândia · Alemanha · Egito | Catar · Croácia · Bélgica · Brasil · Portugal · Polônia (Sede) · Montenegro · Macedônia do Norte | Sérvia · Hungria · Argentina · Bahrein · Arábia Saudita · Cabo Verde · Chile · Marrocos | Uruguai · Tunísia · Argélia · Irã · Coreia do Sul · Estados Unidos · Países Baixos · Eslovênia |

## Árbitros
Os pares de árbitros foram selecionados em 16 de novembro de 2022.
| Referees             | Referees                                |
| -------------------- | --------------------------------------- |
| Argélia              | Youcef Belkhiri Sid Ali Hamidi          |
| Argentina            | Julian Grillo Sebastián Lenci           |
| Argentina            | María Paolantoni Mariana García         |
| Bósnia e Herzegovina | Amar Konjičanin Dino Konjičanin         |
| Croácia              | Matija Gubica Boris Milošević           |
| Chéquia              | Václav Horáček Jiří Novotný             |
| Dinamarca            | Mads Hansen Jesper Madsen               |
| Egito                | Alaa Emam Hossam Hedaia                 |
| França               | Charlotte Bonaventura Julie Bonaventura |

| Referees           | Referees                         |
| ------------------ | -------------------------------- |
| França             | Karim Gasmi Raouf Gasmi          |
| Alemanha           | Robert Schulze Tobias Tönnies    |
| Alemanha           | Maike Merz Tanja Kuttler         |
| Hungria            | Ádám Bíró Olivér Kiss            |
| Lituânia           | Mindaugas Gatelis Vaidas Mažeika |
| Macedônia do Norte | Gjorgji Nachevski Slave Nikolov  |
| Montenegro         | Ivan Pavićević Miloš Ražnatović  |
| Noruega            | Håvard Kleven Lars Jørum         |

| Referees      | Referees                         |
| ------------- | -------------------------------- |
| Portugal      | Duarte Santos Ricardo Fonseca    |
| Sérvia        | Marko Sekulić Vladimir Jovandić  |
| Eslovênia     | Bojan Lah David Sok              |
| Coreia do Sul | Koo Bon-ok Lee Se-ok             |
| Espanha       | Ignacio García Andreu Marín      |
| Suécia        | Mirza Kurtagic Mattias Wetterwik |
| Suíça         | Arthur Brunner Morad Salah       |
| Turquia       | Kürşad Erdoğan Ibrahim Özdeniz   |

## Fase preliminar
Todos as partidas estão no fuso oficial de Brasilia.
|  | Qualificadas para a Fase Principal da competição |
|  | Disputam os jogos da Copa do Presidente          |

Critérios de desempate: 1) pontos; 2) confronto direto; 3) diferença de gols no confronto direto; 4) número de gols feitos no confronto direto; 5) diferença de gols.

### Grupo A
| Pos | Equipe     | Pts | J | V | E | D | GP | GC | SG  |
| --- | ---------- | --- | - | - | - | - | -- | -- | --- |
| 1   | Espanha    | 6   | 3 | 3 | 0 | 0 | 99 | 73 | +26 |
| 2   | Montenegro | 4   | 3 | 2 | 0 | 1 | 94 | 94 | 0   |
| 3   | Irã        | 2   | 3 | 1 | 0 | 2 | 78 | 93 | −15 |
| 4   | Chile      | 0   | 3 | 0 | 0 | 3 | 83 | 94 | −11 |

| 12 de Janeiro de 2023 14:00 | Chile            | 24–25     | Irã      | Tauron Arena, Cracóvia Público: 1,007 Árbitros: A. Konjičanin, D. Konjičanin |
| 12 de Janeiro de 2023 14:00 | Er. Feuchtmann 6 | (11–13)   | Oraei 7  | Tauron Arena, Cracóvia Público: 1,007 Árbitros: A. Konjičanin, D. Konjičanin |
| 12 de Janeiro de 2023 14:00 | 2×               | Relatório | 8× 2× 1× | Tauron Arena, Cracóvia Público: 1,007 Árbitros: A. Konjičanin, D. Konjičanin |

| 12 de Janeiro de 2023 16:30 | Espanha     | 30–25     | Montenegro   | Tauron Arena, Cracóvia Público: 1,808 Árbitros: Brunner, Salah |
| 12 de Janeiro de 2023 16:30 | Odriozola 6 | (15–12)   | B. Vujović 7 | Tauron Arena, Cracóvia Público: 1,808 Árbitros: Brunner, Salah |
| 12 de Janeiro de 2023 16:30 | 4×          | Relatório | 6×           | Tauron Arena, Cracóvia Público: 1,808 Árbitros: Brunner, Salah |

| 14 de Janeiro de 2023 14:00 | Montenegro    | 34–31     | Irã              | Tauron Arena, Cracóvia Público: 2,600 Árbitros: Fonseca, Santos |
| 14 de Janeiro de 2023 14:00 | M. Vujović 10 | (19–16)   | Oraei, Sadeghi 7 | Tauron Arena, Cracóvia Público: 2,600 Árbitros: Fonseca, Santos |
| 14 de Janeiro de 2023 14:00 | 2×            | Relatório | 4× 1×            | Tauron Arena, Cracóvia Público: 2,600 Árbitros: Fonseca, Santos |

| 14 de Janeiro de 2023 16:30 | Espanha         | 34–26     | Chile            | Tauron Arena, Cracóvia Público: 3,150 Árbitros: Emam, Hedaia |
| 14 de Janeiro de 2023 16:30 | A. Dujshebaev 6 | (18–15)   | Er. Feuchtmann 8 | Tauron Arena, Cracóvia Público: 3,150 Árbitros: Emam, Hedaia |
| 14 de Janeiro de 2023 16:30 | 3×              | Relatório | 4× 3×            | Tauron Arena, Cracóvia Público: 3,150 Árbitros: Emam, Hedaia |

| 16 de Janeiro de 2023 14:00 | Montenegro    | 35–33     | Chile            | Tauron Arena, Cracóvia Público: 1,100 Árbitros: Özdeniz, Erdoğan |
| 16 de Janeiro de 2023 14:00 | M. Vujović 12 | (20–18)   | Er. Feuchtmann 9 | Tauron Arena, Cracóvia Público: 1,100 Árbitros: Özdeniz, Erdoğan |
| 16 de Janeiro de 2023 14:00 | 6× 2× 1×      | Relatório | 1×               | Tauron Arena, Cracóvia Público: 1,100 Árbitros: Özdeniz, Erdoğan |

| 16 de Janeiro de 2023 16:30 | Irã                                | 22–35     | Espanha               | Tauron Arena, Cracóvia Público: 1,403 Árbitros: 1,403 |
| 16 de Janeiro de 2023 16:30 | Heidarpour, Norouzinejad, Barbat 4 | (11–21)   | A. Dujshebaev, Solé 6 | Tauron Arena, Cracóvia Público: 1,403 Árbitros: 1,403 |
| 16 de Janeiro de 2023 16:30 | 4× 1×                              | Relatório | 2×                    | Tauron Arena, Cracóvia Público: 1,403 Árbitros: 1,403 |

### Grupo B
| Pos | Equipe         | Pts | J | V | E | D | GP  | GC  | SG  |
| --- | -------------- | --- | - | - | - | - | --- | --- | --- |
| 1   | França         | 6   | 3 | 3 | 0 | 0 | 102 | 78  | +24 |
| 2   | Eslovênia      | 4   | 3 | 2 | 0 | 1 | 96  | 77  | +19 |
| 3   | Polônia (H)    | 2   | 3 | 1 | 0 | 2 | 74  | 82  | −8  |
| 4   | Arábia Saudita | 0   | 3 | 0 | 0 | 3 | 66  | 101 | −35 |

| 11 de Janeiro de 2023 15:00 | França | 26–24     | Polônia | Spodek, Katowice Público: 9,999 Árbitros: Kurtagic, Wetterwik |
| 11 de Janeiro de 2023 15:00 | Mahé 5 | (14–13)   | Sićko 7 | Spodek, Katowice Público: 9,999 Árbitros: Kurtagic, Wetterwik |
| 11 de Janeiro de 2023 15:00 | 4× 1×  | Relatório | 2× 1×   | Spodek, Katowice Público: 9,999 Árbitros: Kurtagic, Wetterwik |

| 12 de Janeiro de 2023 14:00 | Arábia Saudita | 19–33     | Eslovênia | Spodek, Katowice Público: 1,371 Árbitros: Erdoğan, Özdeniz |
| 12 de Janeiro de 2023 14:00 | Al-Muwallad 4  | (8–16)    | Janc 6    | Spodek, Katowice Público: 1,371 Árbitros: Erdoğan, Özdeniz |
| 12 de Janeiro de 2023 14:00 | 4× 1×          | Relatório | 4×        | Spodek, Katowice Público: 1,371 Árbitros: Erdoğan, Özdeniz |

| 14 de Janeiro de 2023 14:00 | França  | 41–23     | Arábia Saudita       | Spodek, Katowice Público: 6,200 Árbitros: Koo, Lee |
| 14 de Janeiro de 2023 14:00 | Lenne 8 | (24–14)   | Al-Abbas, Al-Salem 5 | Spodek, Katowice Público: 6,200 Árbitros: Koo, Lee |
| 14 de Janeiro de 2023 14:00 | 1×      | Relatório | 3× 1×                | Spodek, Katowice Público: 6,200 Árbitros: Koo, Lee |

| 14 de Janeiro de 2023 16:30 | Polônia  | 23–32     | Eslovênia | Spodek, Katowice Público: 9,999 Árbitros: Horáček, Novotný |
| 14 de Janeiro de 2023 16:30 | Moryto 6 | (11–17)   | Dolenec 7 | Spodek, Katowice Público: 9,999 Árbitros: Horáček, Novotný |
| 14 de Janeiro de 2023 16:30 | 5×       | Relatório | 6×        | Spodek, Katowice Público: 9,999 Árbitros: Horáček, Novotný |

| 16 de Janeiro de 2023 14:00 | Eslovênia | 31–35     | França         | Spodek, Katowice Público: 6,400 Árbitros: Brunner, Salah |
| 16 de Janeiro de 2023 14:00 | Vlah 9    | (14–16)   | Mahé, Remili 7 | Spodek, Katowice Público: 6,400 Árbitros: Brunner, Salah |
| 16 de Janeiro de 2023 14:00 | 3× 1×     | Relatório | 6×             | Spodek, Katowice Público: 6,400 Árbitros: Brunner, Salah |

| 16 de Janeiro de 2023 16:30 | Polônia  | 27–24     | Arábia Saudita | Spodek, Katowice Público: 9,999 Árbitros: Santos, Fonseca |
| 16 de Janeiro de 2023 16:30 | Moryto 9 | (13–12)   | Al-Abbas 5     | Spodek, Katowice Público: 9,999 Árbitros: Santos, Fonseca |
| 16 de Janeiro de 2023 16:30 | 7×       | Relatório | 1×             | Spodek, Katowice Público: 9,999 Árbitros: Santos, Fonseca |

### Grupo C
| Pos | Equipe     | Pts | J | V | E | D | GP  | GC  | SG  |
| --- | ---------- | --- | - | - | - | - | --- | --- | --- |
| 1   | Suécia (H) | 6   | 3 | 3 | 0 | 0 | 107 | 57  | +50 |
| 2   | Brasil     | 4   | 3 | 2 | 0 | 1 | 83  | 78  | +5  |
| 3   | Cabo Verde | 2   | 3 | 1 | 0 | 2 | 88  | 89  | −1  |
| 4   | Uruguai    | 0   | 3 | 0 | 0 | 3 | 61  | 115 | −54 |

| 12 de Janeiro de 2023 14:00 | Cabo Verde   | 33–25     | Uruguai           | Scandinavium, Gotemburgo Público: 6,312 Árbitros: Merz, Kuttler |
| 12 de Janeiro de 2023 14:00 | G. Furtado 6 | (17–11)   | Rostagno, Rubbo 5 | Scandinavium, Gotemburgo Público: 6,312 Árbitros: Merz, Kuttler |
| 12 de Janeiro de 2023 14:00 | 2×           | Relatório | 1×                | Scandinavium, Gotemburgo Público: 6,312 Árbitros: Merz, Kuttler |

| 12 de Janeiro de 2023 16:30 | Suécia         | 26–18     | Brasil      | Scandinavium, Gotemburgo Público: 11,627 Árbitros: Lah, Sok |
| 12 de Janeiro de 2023 16:30 | Gottfridsson 6 | (11–9)    | Rodrigues 4 | Scandinavium, Gotemburgo Público: 11,627 Árbitros: Lah, Sok |
| 12 de Janeiro de 2023 16:30 | 3×             | Relatório | 4× 2×       | Scandinavium, Gotemburgo Público: 11,627 Árbitros: Lah, Sok |

| 14 de Janeiro de 2023 14:00 | Brasil      | 35–24     | Uruguai   | Scandinavium, Gotemburgo Público: 7,697 Árbitros: Sekulić, Jovandić |
| 14 de Janeiro de 2023 14:00 | Hackbarth 7 | (19–10)   | Capello 5 | Scandinavium, Gotemburgo Público: 7,697 Árbitros: Sekulić, Jovandić |
| 14 de Janeiro de 2023 14:00 | 4× 1×       | Relatório | 1×        | Scandinavium, Gotemburgo Público: 7,697 Árbitros: Sekulić, Jovandić |

| 14 de Janeiro de 2023 16:30 | Suécia                 | 34–27     | Cabo Verde          | Scandinavium, Gotemburgo Público: 11,750 Árbitros: K. Gasmi, R. Gasmi |
| 14 de Janeiro de 2023 16:30 | D. Pettersson, Wanne 5 | (19–8)    | F. Landim, Moreno 6 | Scandinavium, Gotemburgo Público: 11,750 Árbitros: K. Gasmi, R. Gasmi |
| 14 de Janeiro de 2023 16:30 | 1×                     | Relatório | 5×                  | Scandinavium, Gotemburgo Público: 11,750 Árbitros: K. Gasmi, R. Gasmi |

| 16 de Janeiro de 2023 14:00 | Brasil   | 30–28     | Cabo Verde | Scandinavium, Gotemburgo Público: 5,191 Árbitros: Kleven, Jørum |
| 16 de Janeiro de 2023 14:00 | Dupoux 7 | (17–15)   | Moreno 7   | Scandinavium, Gotemburgo Público: 5,191 Árbitros: Kleven, Jørum |
| 16 de Janeiro de 2023 14:00 | 2×       | Relatório | 4×         | Scandinavium, Gotemburgo Público: 5,191 Árbitros: Kleven, Jørum |

| 16 de Janeiro de 2023 16:30 | Uruguai     | 12–47     | Suécia       | Scandinavium, Gotemburgo Público: 9,051 Árbitros: Belkhiri, Hamidi |
| 16 de Janeiro de 2023 16:30 | De Agrela 5 | (8–25)    | Johansson 11 | Scandinavium, Gotemburgo Público: 9,051 Árbitros: Belkhiri, Hamidi |
| 16 de Janeiro de 2023 16:30 | 3×          | Relatório | 3×           | Scandinavium, Gotemburgo Público: 9,051 Árbitros: Belkhiri, Hamidi |

### Grupo D
| Pos | Equipe        | Pts | J | V | E | D | GP | GC  | SG  |
| --- | ------------- | --- | - | - | - | - | -- | --- | --- |
| 1   | Portugal      | 4   | 3 | 2 | 0 | 1 | 85 | 74  | +11 |
| 2   | Islândia      | 4   | 3 | 2 | 0 | 1 | 96 | 81  | +15 |
| 3   | Hungria       | 4   | 3 | 2 | 0 | 1 | 85 | 82  | +3  |
| 4   | Coreia do Sul | 0   | 3 | 0 | 0 | 3 | 76 | 105 | −29 |

Desempate: Portugal 2 Pts, +3 SG | Islândia 2 Pts, +2 SG | Hungria 2 Pts, −5 SG
| 12 de Janeiro de 2023 14:00 | Hungria | 35–27     | Coreia do Sul          | Kristianstad Arena, Kristianstad Público: 2,738 Árbitros: Belkhiri, Hamidi |
| 12 de Janeiro de 2023 14:00 | Lékai 7 | (21–11)   | Kang, Ha T., S. Park 5 | Kristianstad Arena, Kristianstad Público: 2,738 Árbitros: Belkhiri, Hamidi |
| 12 de Janeiro de 2023 14:00 | 8× 1×   | Relatório | 3× 2×                  | Kristianstad Arena, Kristianstad Público: 2,738 Árbitros: Belkhiri, Hamidi |

| 12 de Janeiro de 2023 16:30 | Islândia  | 30–26     | Portugal  | Kristianstad Arena, Kristianstad Público: 2,738 Árbitros: Schulze, Tönnies |
| 12 de Janeiro de 2023 16:30 | Elísson 9 | (15–15)   | Portela 8 | Kristianstad Arena, Kristianstad Público: 2,738 Árbitros: Schulze, Tönnies |
| 12 de Janeiro de 2023 16:30 | 3× 1×     | Relatório | 5× 1×     | Kristianstad Arena, Kristianstad Público: 2,738 Árbitros: Schulze, Tönnies |

| 14 de Janeiro de 2023 14:00 | Portugal | 32–24     | Coreia do Sul | Kristianstad Arena, Kristianstad Público: 4,615 Árbitros: Pavićević, Ražnatović |
| 14 de Janeiro de 2023 14:00 | Gomes 7  | (15–12)   | Lee H. 4      | Kristianstad Arena, Kristianstad Público: 4,615 Árbitros: Pavićević, Ražnatović |
| 14 de Janeiro de 2023 14:00 | 5×       | Relatório | 3×            | Kristianstad Arena, Kristianstad Público: 4,615 Árbitros: Pavićević, Ražnatović |

| 14 de Janeiro de 2023 16:30 | Islândia  | 28–30     | Hungria  | Kristianstad Arena, Kristianstad Público: 4,615 Árbitros: C. Bonaventura, J. Bonaventura |
| 14 de Janeiro de 2023 16:30 | Elísson 9 | (17–12)   | Ancsin 6 | Kristianstad Arena, Kristianstad Público: 4,615 Árbitros: C. Bonaventura, J. Bonaventura |
| 14 de Janeiro de 2023 16:30 | 3×        | Relatório | 5× 1×    | Kristianstad Arena, Kristianstad Público: 4,615 Árbitros: C. Bonaventura, J. Bonaventura |

| 16 de Janeiro de 2023 14:00 | Coreia do Sul  | 25–38     | Islândia       | Kristianstad Arena, Kristianstad Público: 3,608 Árbitros: Merz, Kuttler |
| 16 de Janeiro de 2023 14:00 | Kang, Kim Y. 4 | (13–19)   | Ríkharðsson 11 | Kristianstad Arena, Kristianstad Público: 3,608 Árbitros: Merz, Kuttler |
| 16 de Janeiro de 2023 14:00 | 4×             | Relatório | 4× 1×          | Kristianstad Arena, Kristianstad Público: 3,608 Árbitros: Merz, Kuttler |

| 16 de Janeiro de 2023 16:30 | Portugal   | 27–20     | Hungria | Kristianstad Arena, Kristianstad Público: 3,608 Árbitros: Nachevski, Nikolov |
| 16 de Janeiro de 2023 16:30 | F. Costa 6 | (16–9)    | Bodó 5  | Kristianstad Arena, Kristianstad Público: 3,608 Árbitros: Nachevski, Nikolov |
| 16 de Janeiro de 2023 16:30 | 2× 1×      | Relatório | 3× 1×   | Kristianstad Arena, Kristianstad Público: 3,608 Árbitros: Nachevski, Nikolov |

### Grupo E
| Pos | Equipe   | Pts | J | V | E | D | GP  | GC  | SG  |
| --- | -------- | --- | - | - | - | - | --- | --- | --- |
| 1   | Alemanha | 6   | 3 | 3 | 0 | 0 | 102 | 81  | +21 |
| 2   | Sérvia   | 4   | 3 | 2 | 0 | 1 | 103 | 85  | +18 |
| 3   | Catar    | 2   | 3 | 1 | 0 | 2 | 80  | 89  | −9  |
| 4   | Argélia  | 0   | 3 | 0 | 0 | 3 | 72  | 102 | −30 |

| 13 de Janeiro de 2023 14:00 | Alemanha | 31–27     | Catar    | Spodek, Katowice Público: 3,500 Árbitros: Milošević, Gubica |
| 13 de Janeiro de 2023 14:00 | Knorr 8  | (18–13)   | Capote 5 | Spodek, Katowice Público: 3,500 Árbitros: Milošević, Gubica |
| 13 de Janeiro de 2023 14:00 | 1×       | Relatório | 4× 1×    | Spodek, Katowice Público: 3,500 Árbitros: Milošević, Gubica |

| 13 de Janeiro de 2023 16:30 | Sérvia     | 36–27     | Argélia | Spodek, Katowice Público: 3,500 Árbitros: Gatelis, Mažeika |
| 13 de Janeiro de 2023 16:30 | Marsenić 9 | (16–13)   | Arib 5  | Spodek, Katowice Público: 3,500 Árbitros: Gatelis, Mažeika |
| 13 de Janeiro de 2023 16:30 | 4×         | Relatório | 4× 1×   | Spodek, Katowice Público: 3,500 Árbitros: Gatelis, Mažeika |

| 15 de Janeiro de 2023 14:00 | Alemanha  | 34–33     | Sérvia  | Spodek, Katowice Público: 4,600 Árbitros: Hansen, Madsen |
| 15 de Janeiro de 2023 14:00 | Mertens 7 | (19–17)   | Kukić 7 | Spodek, Katowice Público: 4,600 Árbitros: Hansen, Madsen |
| 15 de Janeiro de 2023 14:00 | 5× 1×     | Relatório | 2× 1×   | Spodek, Katowice Público: 4,600 Árbitros: Hansen, Madsen |

| 15 de Janeiro de 2023 16:30 | Catar             | 29–24     | Argélia       | Spodek, Katowice Público: 3,200 Árbitros: Emam, Hedaia |
| 15 de Janeiro de 2023 16:30 | Gačević, Madadi 7 | (12–11)   | Abdi, Daoud 5 | Spodek, Katowice Público: 3,200 Árbitros: Emam, Hedaia |
| 15 de Janeiro de 2023 16:30 | 4× 2×             | Relatório | 3×            | Spodek, Katowice Público: 3,200 Árbitros: Emam, Hedaia |

| 17 de Janeiro de 2023 14:00 | Argélia | 21–37     | Alemanha      | Spodek, Katowice Público: 2,350 Árbitros: Kiss, Bíró |
| 17 de Janeiro de 2023 14:00 | Abdi 5  | (9–16)    | Kohlbacher 10 | Spodek, Katowice Público: 2,350 Árbitros: Kiss, Bíró |
| 17 de Janeiro de 2023 14:00 | 2× 1×   | Relatório | 1×            | Spodek, Katowice Público: 2,350 Árbitros: Kiss, Bíró |

| 17 de Janeiro de 2023 16:30 | Catar                             | 24–34     | Sérvia        | Spodek, Katowice Público: 1,800 Árbitros: Horáček, Novotný |
| 17 de Janeiro de 2023 16:30 | Madadi, Abdalla, Youssef Benali 5 | (14–17)   | Radivojević 7 | Spodek, Katowice Público: 1,800 Árbitros: Horáček, Novotný |
| 17 de Janeiro de 2023 16:30 | 3×                                | Relatório | 4×            | Spodek, Katowice Público: 1,800 Árbitros: Horáček, Novotný |

### Grupo F
| Pos | Equipe             | Pts | J | V | E | D | GP | GC  | SG  |
| --- | ------------------ | --- | - | - | - | - | -- | --- | --- |
| 1   | Noruega            | 6   | 3 | 3 | 0 | 0 | 98 | 74  | +24 |
| 2   | Países Baixos      | 4   | 3 | 2 | 0 | 1 | 89 | 70  | +19 |
| 3   | Argentina          | 2   | 3 | 1 | 0 | 2 | 75 | 87  | −12 |
| 4   | Macedônia do Norte | 0   | 3 | 0 | 0 | 3 | 77 | 108 | −31 |

| 13 de Janeiro de 2023 14:00 | Argentina         | 19–29     | Países Baixos | Tauron Arena, Cracóvia Público: 2,418 Árbitros: Madsen, Hansen |
| 13 de Janeiro de 2023 14:00 | Parker, Simonet 5 | (11–14)   | Smits 7       | Tauron Arena, Cracóvia Público: 2,418 Árbitros: Madsen, Hansen |
| 13 de Janeiro de 2023 14:00 | 3× 1×             | Relatório | 3× 1×         | Tauron Arena, Cracóvia Público: 2,418 Árbitros: Madsen, Hansen |

| 13 de Janeiro de 2023 16:30 | Noruega                | 39–27     | Macedônia do Norte | Tauron Arena, Cracóvia Público: 4,048 Árbitros: Bíró, Kiss |
| 13 de Janeiro de 2023 16:30 | Abelvik Rød, Sagosen 6 | (18–11)   | Taleski 7          | Tauron Arena, Cracóvia Público: 4,048 Árbitros: Bíró, Kiss |
| 13 de Janeiro de 2023 16:30 | 2× 1×                  | Relatório | 3× 1×              | Tauron Arena, Cracóvia Público: 4,048 Árbitros: Bíró, Kiss |

| 15 de Janeiro de 2023 14:00 | Macedônia do Norte      | 24–34     | Países Baixos | Tauron Arena, Cracóvia Público: 3,300 Árbitros: Kurtagic, Wetterwik |
| 15 de Janeiro de 2023 14:00 | Kuzmanovski, Peševski 4 | (11–18)   | Smits 10      | Tauron Arena, Cracóvia Público: 3,300 Árbitros: Kurtagic, Wetterwik |
| 15 de Janeiro de 2023 14:00 | 2×                      | Relatório | 5× 1×         | Tauron Arena, Cracóvia Público: 3,300 Árbitros: Kurtagic, Wetterwik |

| 15 de Janeiro de 2023 16:30 | Noruega                          | 32–21     | Argentina    | Tauron Arena, Cracóvia Público: 3,750 Árbitros: A. Konjičanin, D. Konjičanin |
| 15 de Janeiro de 2023 16:30 | Sagosen, Abelvik Rød, Barthold 5 | (16–12)   | D. Simonet 7 | Tauron Arena, Cracóvia Público: 3,750 Árbitros: A. Konjičanin, D. Konjičanin |
| 15 de Janeiro de 2023 16:30 | 2×                               | Relatório | 5×           | Tauron Arena, Cracóvia Público: 3,750 Árbitros: A. Konjičanin, D. Konjičanin |

| 17 de Janeiro de 2023 14:00 | Macedônia do Norte | 26–35     | Argentina    | Tauron Arena, Cracóvia Público: 2,214 Árbitros: Mažeika, Gatelis |
| 17 de Janeiro de 2023 14:00 | Taleski 5          | (11–18)   | D. Simonet 8 | Tauron Arena, Cracóvia Público: 2,214 Árbitros: Mažeika, Gatelis |
| 17 de Janeiro de 2023 14:00 | 1×                 | Relatório | 2× 1×        | Tauron Arena, Cracóvia Público: 2,214 Árbitros: Mažeika, Gatelis |

| 17 de Janeiro de 2023 16:30 | Países Baixos | 26–27     | Noruega   | Tauron Arena, Cracóvia Público: 2,750 Árbitros: Gubica, Milošević |
| 17 de Janeiro de 2023 16:30 | Smits 7       | (17–13)   | Sagosen 7 | Tauron Arena, Cracóvia Público: 2,750 Árbitros: Gubica, Milošević |
| 17 de Janeiro de 2023 16:30 | 3× 1×         | Relatório |           | Tauron Arena, Cracóvia Público: 2,750 Árbitros: Gubica, Milošević |

### Grupo G
| Pos | Equipe         | Pts | J | V | E | D | GP | GC  | SG  |
| --- | -------------- | --- | - | - | - | - | -- | --- | --- |
| 1   | Egito          | 6   | 3 | 3 | 0 | 0 | 96 | 57  | +39 |
| 2   | Croácia        | 4   | 3 | 2 | 0 | 1 | 98 | 77  | +21 |
| 3   | Estados Unidos | 2   | 3 | 1 | 0 | 2 | 66 | 102 | −36 |
| 4   | Marrocos       | 0   | 3 | 0 | 0 | 3 | 70 | 94  | −24 |

| 13 de Janeiro de 2023 14:00 | Marrocos    | 27–28     | Estados Unidos | Husqvarna Garden, Jönköping Público: 4,817 Árbitros: Kleven, Jørum |
| 13 de Janeiro de 2023 14:00 | Harchaoui 5 | (12–12)   | Fofana 6       | Husqvarna Garden, Jönköping Público: 4,817 Árbitros: Kleven, Jørum |
| 13 de Janeiro de 2023 14:00 | 5× 1×       | Relatório | 5×             | Husqvarna Garden, Jönköping Público: 4,817 Árbitros: Kleven, Jørum |

| 13 de Janeiro de 2023 16:30 | Egito     | 31–22     | Croácia | Husqvarna Garden, Jönköping Público: 5,200 Árbitros: García, Marín |
| 13 de Janeiro de 2023 16:30 | Mahmoud 7 | (16–12)   | Šipić 5 | Husqvarna Garden, Jönköping Público: 5,200 Árbitros: García, Marín |
| 13 de Janeiro de 2023 16:30 | 2×        | Relatório | 5× 2×   | Husqvarna Garden, Jönköping Público: 5,200 Árbitros: García, Marín |

| 15 de Janeiro de 2023 14:00 | Egito    | 30–19     | Marrocos | Husqvarna Garden, Jönköping Público: 3,304 Árbitros: Grillo, Lenci |
| 15 de Janeiro de 2023 14:00 | Kaddah 7 | (13–9)    | Lakbi 5  | Husqvarna Garden, Jönköping Público: 3,304 Árbitros: Grillo, Lenci |
| 15 de Janeiro de 2023 14:00 | 1×       | Relatório | 4× 1×    | Husqvarna Garden, Jönköping Público: 3,304 Árbitros: Grillo, Lenci |

| 15 de Janeiro de 2023 16:30 | Croácia   | 40–22     | Estados Unidos | Husqvarna Garden, Jönköping Público: 3,423 Árbitros: Paolantoni, García |
| 15 de Janeiro de 2023 16:30 | Karačić 8 | (20–10)   | Hines 6        | Husqvarna Garden, Jönköping Público: 3,423 Árbitros: Paolantoni, García |
| 15 de Janeiro de 2023 16:30 | 2× 1×     | Relatório | 3×             | Husqvarna Garden, Jönköping Público: 3,423 Árbitros: Paolantoni, García |

| 17 de Janeiro de 2023 14:00 | Estados Unidos   | 16–35     | Egito                                         | Husqvarna Garden, Jönköping Público: 2,603 Árbitros: Sekulić, Jovandić |
| 17 de Janeiro de 2023 14:00 | Amitović, Chan 4 | (7–19)    | A. Hesham, Y. El-Deraa, Kaddah, S. El-Deraa 4 | Husqvarna Garden, Jönköping Público: 2,603 Árbitros: Sekulić, Jovandić |
| 17 de Janeiro de 2023 14:00 | 2× 1×            | Relatório | 2×                                            | Husqvarna Garden, Jönköping Público: 2,603 Árbitros: Sekulić, Jovandić |

| 17 de Janeiro de 2023 16:30 | Croácia   | 36–24     | Marrocos              | Husqvarna Garden, Jönköping Público: 2,617 Árbitros: C. Bonaventura, J. Bonaventura |
| 17 de Janeiro de 2023 16:30 | Cindrić 9 | (15–13)   | El Hakimy, Rezzouki 5 | Husqvarna Garden, Jönköping Público: 2,617 Árbitros: C. Bonaventura, J. Bonaventura |
| 17 de Janeiro de 2023 16:30 | 4× 1×     | Relatório | 4×                    | Husqvarna Garden, Jönköping Público: 2,617 Árbitros: C. Bonaventura, J. Bonaventura |

### Grupo H
| Pos | Equipe    | Pts | J | V | E | D | GP  | GC  | SG  |
| --- | --------- | --- | - | - | - | - | --- | --- | --- |
| 1   | Dinamarca | 6   | 3 | 3 | 0 | 0 | 113 | 70  | +43 |
| 2   | Bahrein   | 3   | 3 | 1 | 1 | 1 | 78  | 91  | −13 |
| 3   | Bélgica   | 2   | 3 | 1 | 0 | 2 | 87  | 102 | −15 |
| 4   | Tunísia   | 1   | 3 | 0 | 1 | 2 | 77  | 92  | −15 |

| 13 de Janeiro de 2023 14:00 | Bahrein  | 27–27     | Tunísia | Malmö Arena, Malmö Público: 8,870 Árbitros: Nachevski, Nikolov |
| 13 de Janeiro de 2023 14:00 | Jalal 10 | (16–15)   | Rzig 8  | Malmö Arena, Malmö Público: 8,870 Árbitros: Nachevski, Nikolov |
| 13 de Janeiro de 2023 14:00 | 2× 1×    | Relatório | 3× 1×   | Malmö Arena, Malmö Público: 8,870 Árbitros: Nachevski, Nikolov |

| 13 de Janeiro de 2023 16:30 | Dinamarca    | 43–28     | Bélgica  | Malmö Arena, Malmö Público: 12,426 Árbitros: Paolantoni, García |
| 13 de Janeiro de 2023 16:30 | M. Hansen 10 | (22–15)   | Brixhe 5 | Malmö Arena, Malmö Público: 12,426 Árbitros: Paolantoni, García |
| 13 de Janeiro de 2023 16:30 | 2× 1×        | Relatório | 5×       | Malmö Arena, Malmö Público: 12,426 Árbitros: Paolantoni, García |

| 15 de Janeiro de 2023 14:00 | Bélgica  | 31–29     | Tunísia | Malmö Arena, Malmö Público: 1,023 Árbitros: García, Marín |
| 15 de Janeiro de 2023 14:00 | Qerimi 6 | (17–16)   | Maoua 4 | Malmö Arena, Malmö Público: 1,023 Árbitros: García, Marín |
| 15 de Janeiro de 2023 14:00 | 6×       | Relatório | 2× 1×   | Malmö Arena, Malmö Público: 1,023 Árbitros: García, Marín |

| 15 de Janeiro de 2023 16:30 | Dinamarca | 36–21     | Bahrein    | Malmö Arena, Malmö Público: 10,566 Árbitros: Schulze, Tönnies |
| 15 de Janeiro de 2023 16:30 | Gidsel 9  | (16–9)    | A. Merza 5 | Malmö Arena, Malmö Público: 10,566 Árbitros: Schulze, Tönnies |
| 15 de Janeiro de 2023 16:30 |           | Relatório | 2×         | Malmö Arena, Malmö Público: 10,566 Árbitros: Schulze, Tönnies |

| 17 de Janeiro de 2023 14:00 | Bélgica   | 28–30     | Bahrein    | Malmö Arena, Malmö Público: 9,350 Árbitros: Grillo, Lenci |
| 17 de Janeiro de 2023 14:00 | Kotters 8 | (12–15)   | A. Merza 6 | Malmö Arena, Malmö Público: 9,350 Árbitros: Grillo, Lenci |
| 17 de Janeiro de 2023 14:00 | 3× 1×     | Relatório | 5×         | Malmö Arena, Malmö Público: 9,350 Árbitros: Grillo, Lenci |

| 17 de Janeiro de 2023 16:30 | Tunísia   | 21–34     | Dinamarca | Malmö Arena, Malmö Público: 10,143 Árbitros: Pavićević, Ražnatović |
| 17 de Janeiro de 2023 16:30 | Darmoul 6 | (14–19)   | Gidsel 8  | Malmö Arena, Malmö Público: 10,143 Árbitros: Pavićević, Ražnatović |
| 17 de Janeiro de 2023 16:30 | 3× 1×     | Relatório | 2×        | Malmö Arena, Malmö Público: 10,143 Árbitros: Pavićević, Ražnatović |

## Copa do Presidente
|  | Disputam o jogo de classificação para 25° e 26° lugares |
|  | Disputam o jogo de classificação para 27° e 28° lugares |
|  | Disputam o jogo de classificação para 29° e 30° lugares |
|  | Disputam o jogo de classificação para 31° e 32° lugares |

Critérios de desempate: 1) pontos; 2) confronto direto; 3) diferença de gols no confronto direto; 4) número de gols feitos no confronto direto; 5) diferença de gols.

### Grupo I
| Pos | Equipe         | Pts | J | V | E | D | GP | GC | SG  |
| --- | -------------- | --- | - | - | - | - | -- | -- | --- |
| 1   | Chile          | 6   | 3 | 3 | 0 | 0 | 93 | 73 | +20 |
| 2   | Coreia do Sul  | 4   | 3 | 2 | 0 | 1 | 97 | 86 | +11 |
| 3   | Arábia Saudita | 2   | 3 | 1 | 0 | 2 | 74 | 87 | −13 |
| 4   | Uruguai        | 0   | 3 | 0 | 0 | 3 | 81 | 99 | −18 |

| 18 de Janeiro de 2023 11:30 | Chile            | 26–23     | Arábia Saudita | Orlen Arena, Płock Público: 600 Árbitros: Özdeniz, Erdoğan |
| 18 de Janeiro de 2023 11:30 | Er. Feuchtmann 7 | (12–13)   | Al-Abdulali 7  | Orlen Arena, Płock Público: 600 Árbitros: Özdeniz, Erdoğan |
| 18 de Janeiro de 2023 11:30 | 3× 1×            | Relatório | 3× 2× 1×       | Orlen Arena, Płock Público: 600 Árbitros: Özdeniz, Erdoğan |

| 18 de Janeiro de 2023 14:00 | Uruguai | 30–37     | Coreia do Sul | Orlen Arena, Płock Público: 800 Árbitros: Emam, Hedaia |
| 18 de Janeiro de 2023 14:00 | Rubbo 8 | (15–23)   | Ha T., Jin 6  | Orlen Arena, Płock Público: 800 Árbitros: Emam, Hedaia |
| 18 de Janeiro de 2023 14:00 | 4× 1×   | Relatório | 4× 2× 1×      | Orlen Arena, Płock Público: 800 Árbitros: Emam, Hedaia |

| 20 de Janeiro de 2023 11:30 | Chile            | 34–24     | Uruguai            | Orlen Arena, Płock Público: 600 Árbitros: García, Paolantoni |
| 20 de Janeiro de 2023 11:30 | Er. Feuchtmann 6 | (17–13)   | De Agrela, Rubbo 4 | Orlen Arena, Płock Público: 600 Árbitros: García, Paolantoni |
| 20 de Janeiro de 2023 11:30 | 3× 1×            | Relatório | 5× 1×              | Orlen Arena, Płock Público: 600 Árbitros: García, Paolantoni |

| 20 de Janeiro de 2023 14:00 | Arábia Saudita        | 23–34     | Coreia do Sul | Orlen Arena, Płock Público: 1,200 Árbitros: Santos, Fonseca |
| 20 de Janeiro de 2023 14:00 | Al-Abbas, Al-Hassan 4 | (12–17)   | Jang 11       | Orlen Arena, Płock Público: 1,200 Árbitros: Santos, Fonseca |
| 20 de Janeiro de 2023 14:00 | 7× 1×                 | Relatório | 8×            | Orlen Arena, Płock Público: 1,200 Árbitros: Santos, Fonseca |

| 22 de Janeiro de 2023 11:30 | Coreia do Sul | 26–33     | Chile            | Orlen Arena, Płock Público: 650 Árbitros: Merz, Kuttler |
| 22 de Janeiro de 2023 11:30 | Kang 6        | (16–16)   | Er. Feuchtmann 9 | Orlen Arena, Płock Público: 650 Árbitros: Merz, Kuttler |
| 22 de Janeiro de 2023 11:30 | 4× 2×         | Relatório | 6×               | Orlen Arena, Płock Público: 650 Árbitros: Merz, Kuttler |

| 22 de Janeiro de 2023 14:00 | Arábia Saudita | 28–27     | Uruguai  | Orlen Arena, Płock Público: 1,250 Árbitros: Emam, Hedaia |
| 22 de Janeiro de 2023 14:00 | Al-Salem 8     | (15–14)   | Rubbo 11 | Orlen Arena, Płock Público: 1,250 Árbitros: Emam, Hedaia |
| 22 de Janeiro de 2023 14:00 | 3× 1×          | Relatório | 5× 1×    | Orlen Arena, Płock Público: 1,250 Árbitros: Emam, Hedaia |

### Grupo II
| Pos | Equipe             | Pts | J | V | E | D | GP  | GC | SG  |
| --- | ------------------ | --- | - | - | - | - | --- | -- | --- |
| 1   | Tunísia            | 6   | 3 | 3 | 0 | 0 | 93  | 78 | +15 |
| 2   | Macedônia do Norte | 4   | 3 | 2 | 0 | 1 | 108 | 83 | +25 |
| 3   | Marrocos           | 2   | 3 | 1 | 0 | 2 | 78  | 97 | −19 |
| 4   | Argélia            | 0   | 3 | 0 | 0 | 3 | 77  | 98 | −21 |

| 19 de Janeiro de 2023 11:30 | Argélia | 25–40     | Macedônia do Norte   | Orlen Arena, Płock Público: 600 Árbitros: Koo, Lee |
| 19 de Janeiro de 2023 11:30 | Daoud 5 | (11–19)   | Manaskov, Peševski 7 | Orlen Arena, Płock Público: 600 Árbitros: Koo, Lee |
| 19 de Janeiro de 2023 11:30 | 4× 1×   | Relatório | 2×                   | Orlen Arena, Płock Público: 600 Árbitros: Koo, Lee |

| 19 de Janeiro de 2023 14:00 | Marrocos   | 25–30     | Tunísia | Orlen Arena, Płock Público: 800 Árbitros: Santos, Fonseca |
| 19 de Janeiro de 2023 14:00 | Rezzouki 9 | (13–13)   | Rzig 8  | Orlen Arena, Płock Público: 800 Árbitros: Santos, Fonseca |
| 19 de Janeiro de 2023 14:00 | 6× 1×      | Relatório | 6×      | Orlen Arena, Płock Público: 800 Árbitros: Santos, Fonseca |

| 21 de Janeiro de 2023 11:30 | Argélia | 27–28     | Marrocos    | Orlen Arena, Płock Público: 900 Árbitros: Erdoğan, Özdeniz |
| 21 de Janeiro de 2023 11:30 | Abdi 7  | (15–13)   | Harchaoui 5 | Orlen Arena, Płock Público: 900 Árbitros: Erdoğan, Özdeniz |
| 21 de Janeiro de 2023 11:30 | 4× 1×   | Relatório | 4× 3×       | Orlen Arena, Płock Público: 900 Árbitros: Erdoğan, Özdeniz |

| 21 de Janeiro de 2023 14:00 | Macedônia do Norte | 28–33     | Tunísia   | Orlen Arena, Płock Público: 1,300 Árbitros: Paolantoni, García |
| 21 de Janeiro de 2023 14:00 | Kuzmanovski 8      | (14–16)   | Darmoul 7 | Orlen Arena, Płock Público: 1,300 Árbitros: Paolantoni, García |
| 21 de Janeiro de 2023 14:00 | 7× 1×              | Relatório | 9× 3× 1×  | Orlen Arena, Płock Público: 1,300 Árbitros: Paolantoni, García |

| 23 de Janeiro de 2023 11:30 | Tunísia     | 30–25     | Argélia | Orlen Arena, Płock Público: 800 Árbitros: Grillo, Lenci |
| 23 de Janeiro de 2023 11:30 | Boughanmi 8 | (15–12)   | Abdi 8  | Orlen Arena, Płock Público: 800 Árbitros: Grillo, Lenci |
| 23 de Janeiro de 2023 11:30 | 2× 1×       | Relatório | 2×      | Orlen Arena, Płock Público: 800 Árbitros: Grillo, Lenci |

| 23 de Janeiro de 2023 14:00 | Macedônia do Norte | 40–25     | Marrocos | Orlen Arena, Płock Público: 1,050 Árbitros: Koo, Lee |
| 23 de Janeiro de 2023 14:00 | Kuzmanovski 8      | (18–12)   | Zaher 8  | Orlen Arena, Płock Público: 1,050 Árbitros: Koo, Lee |
| 23 de Janeiro de 2023 14:00 | 3×                 | Relatório | 1×       | Orlen Arena, Płock Público: 1,050 Árbitros: Koo, Lee |

### Decisão do 31º lugar
| 25 de Janeiro de 2023 09:00 | Uruguai           | 33–34     | Argélia        | Orlen Arena, Płock Público: 1,050 Árbitros: Lee, Koo |
| 25 de Janeiro de 2023 09:00 | Chaparro, Rubbo 6 | (17–16)   | Arib, Yacine 6 | Orlen Arena, Płock Público: 1,050 Árbitros: Lee, Koo |
| 25 de Janeiro de 2023 09:00 | 2×                | Relatório | 4×             | Orlen Arena, Płock Público: 1,050 Árbitros: Lee, Koo |

### Decisão do 29º lugar
| 25 de Janeiro de 2023 11:30 | Arábia Saudita  | 32–30     | Marrocos     | Orlen Arena, Płock Público: 1,050 Árbitros: Merz, Kuttler |
| 25 de Janeiro de 2023 11:30 | Moj. Al-Salem 7 | (18–11)   | Harchaoui 10 | Orlen Arena, Płock Público: 1,050 Árbitros: Merz, Kuttler |
| 25 de Janeiro de 2023 11:30 | 5× 1×           | Relatório | 2× 1×        | Orlen Arena, Płock Público: 1,050 Árbitros: Merz, Kuttler |

### Decisão do 27º lugar
| 25 de Janeiro de 2023 14:00 | Coreia do Sul | 33–36     | Macedônia do Norte | Orlen Arena, Płock Público: 1,400 Árbitros: Grillo, Lenci |
| 25 de Janeiro de 2023 14:00 | Jin 8         | (19–20)   | Kuzmanovski 8      | Orlen Arena, Płock Público: 1,400 Árbitros: Grillo, Lenci |
| 25 de Janeiro de 2023 14:00 | 3× 1×         | Relatório | 5× 2×              | Orlen Arena, Płock Público: 1,400 Árbitros: Grillo, Lenci |

### Decisão do 25º lugar
| 25 de Janeiro de 2023 16:30 | Chile            | 26–38     | Tunísia | Orlen Arena, Płock Público: 2,000 Árbitros: Sekulić, Jovandić |
| 25 de Janeiro de 2023 16:30 | Er. Feuchtmann 8 | (10–24)   | Toumi 8 | Orlen Arena, Płock Público: 2,000 Árbitros: Sekulić, Jovandić |
| 25 de Janeiro de 2023 16:30 | 2×               | Relatório | 4× 2×   | Orlen Arena, Płock Público: 2,000 Árbitros: Sekulić, Jovandić |

## Fase Principal
Os pontos obtidos contra outras equipes na fase preliminar do mesmo grupo são válidos para esta fase.
|  | Classificados para Quartas de Final |

Critérios de desempate: 1) pontos; 2) confronto direto; 3) diferença de gols no confronto direto; 4) número de gols feitos no confronto direto; 5) diferença de gols.

### Grupo I
| Pos | Equipe      | Pts | J | V | E | D | GP  | GC  | SG  |
| --- | ----------- | --- | - | - | - | - | --- | --- | --- |
| 1   | França      | 10  | 5 | 5 | 0 | 0 | 165 | 134 | +31 |
| 2   | Espanha     | 8   | 5 | 4 | 0 | 1 | 149 | 124 | +25 |
| 3   | Eslovênia   | 6   | 5 | 3 | 0 | 2 | 158 | 133 | +25 |
| 4   | Polônia (H) | 4   | 5 | 2 | 0 | 3 | 123 | 127 | −4  |
| 5   | Montenegro  | 2   | 5 | 1 | 0 | 4 | 126 | 154 | −28 |
| 6   | Irã         | 0   | 5 | 0 | 0 | 5 | 125 | 174 | −49 |

| 18 de Janeiro de 2023 11:30 | Irã                  | 21–38     | Eslovênia | Tauron Arena, Cracóvia Público: 1,206 Árbitros: Bíró, Kiss |
| 18 de Janeiro de 2023 11:30 | Oraei, Sadeghzadeh 4 | (9–20)    | Makuc 6   | Tauron Arena, Cracóvia Público: 1,206 Árbitros: Bíró, Kiss |
| 18 de Janeiro de 2023 11:30 | 3×                   | Relatório | 5×        | Tauron Arena, Cracóvia Público: 1,206 Árbitros: Bíró, Kiss |

| 18 de Janeiro de 2023 14:00 | França        | 35–24     | Montenegro | Tauron Arena, Cracóvia Público: 2,411 Árbitros: Kurtagic, Wetterwik |
| 18 de Janeiro de 2023 14:00 | Richardson 10 | (16–13)   | Božović 6  | Tauron Arena, Cracóvia Público: 2,411 Árbitros: Kurtagic, Wetterwik |
| 18 de Janeiro de 2023 14:00 | 3× 1×         | Relatório | 4× 1×      | Tauron Arena, Cracóvia Público: 2,411 Árbitros: Kurtagic, Wetterwik |

| 18 de Janeiro de 2023 16:30 | Espanha                          | 27–23     | Polônia | Tauron Arena, Cracóvia Público: 7,030 Árbitros: Hansen, Madsen |
| 18 de Janeiro de 2023 16:30 | Pérez, A. Dujshebaev, Figueras 4 | (16–15)   | Sićko 7 | Tauron Arena, Cracóvia Público: 7,030 Árbitros: Hansen, Madsen |
| 18 de Janeiro de 2023 16:30 | 3× 1×                            | Relatório | 2× 1×   | Tauron Arena, Cracóvia Público: 7,030 Árbitros: Hansen, Madsen |

| 20 de Janeiro de 2023 11:30 | Eslovênia | 26–31     | Espanha     | Tauron Arena, Cracóvia Público: 2,100 Árbitros: Kurtagic, Wetterwik |
| 20 de Janeiro de 2023 11:30 | Dolenec 7 | (15–15)   | Odriozola 6 | Tauron Arena, Cracóvia Público: 2,100 Árbitros: Kurtagic, Wetterwik |
| 20 de Janeiro de 2023 11:30 | 4× 2×     | Relatório | 3×          | Tauron Arena, Cracóvia Público: 2,100 Árbitros: Kurtagic, Wetterwik |

| 20 de Janeiro de 2023 14:00 | Irã                            | 29–41     | França           | Tauron Arena, Cracóvia Público: 4,150 Árbitros: Gubica, Milošević |
| 20 de Janeiro de 2023 14:00 | Kabirianjoo, Yadegari, Oraei 4 | (14–18)   | Briet, Tournat 6 | Tauron Arena, Cracóvia Público: 4,150 Árbitros: Gubica, Milošević |
| 20 de Janeiro de 2023 14:00 | 7×                             | Relatório | 1×               | Tauron Arena, Cracóvia Público: 4,150 Árbitros: Gubica, Milošević |

| 20 de Janeiro de 2023 16:30 | Montenegro   | 20–27     | Polônia       | Tauron Arena, Cracóvia Público: 9,087 Árbitros: Brunner, Salah |
| 20 de Janeiro de 2023 16:30 | M. Vujović 6 | (8–11)    | Jędraszczyk 6 | Tauron Arena, Cracóvia Público: 9,087 Árbitros: Brunner, Salah |
| 20 de Janeiro de 2023 16:30 | 3×           | Relatório | 3× 1×         | Tauron Arena, Cracóvia Público: 9,087 Árbitros: Brunner, Salah |

| 22 de Janeiro de 2023 11:30 | Montenegro | 23–31     | Eslovênia | Tauron Arena, Cracóvia Público: 3,200 Árbitros: Gubica, Milošević |
| 22 de Janeiro de 2023 11:30 | Vujačić 5  | (8–15)    | Vlah 6    | Tauron Arena, Cracóvia Público: 3,200 Árbitros: Gubica, Milošević |
| 22 de Janeiro de 2023 11:30 | 2×         | Relatório | 5×        | Tauron Arena, Cracóvia Público: 3,200 Árbitros: Gubica, Milošević |

| 22 de Janeiro de 2023 14:00 | Irã              | 22–26     | Polônia     | Tauron Arena, Cracóvia Público: 11,221 Árbitros: Gatelis, Mažeika |
| 22 de Janeiro de 2023 14:00 | Oraei, Sadeghi 6 | (10–16)   | Pietrasik 6 | Tauron Arena, Cracóvia Público: 11,221 Árbitros: Gatelis, Mažeika |
| 22 de Janeiro de 2023 14:00 | 4× 1×            | Relatório | 2× 1×       | Tauron Arena, Cracóvia Público: 11,221 Árbitros: Gatelis, Mažeika |

| 22 de Janeiro de 2023 16:30 | Espanha     | 26–28     | França                     | Tauron Arena, Cracóvia Público: 7,000 Árbitros: Nachevski, Nikolov |
| 22 de Janeiro de 2023 16:30 | Fernández 7 | (13–13)   | Remili, Mem, Mahé, Briet 4 | Tauron Arena, Cracóvia Público: 7,000 Árbitros: Nachevski, Nikolov |
| 22 de Janeiro de 2023 16:30 | 5×          | Relatório | 3×                         | Tauron Arena, Cracóvia Público: 7,000 Árbitros: Nachevski, Nikolov |

### Grupo II
| Pos | Equipe     | Pts | J | V | E | D | GP  | GC  | SG  |
| --- | ---------- | --- | - | - | - | - | --- | --- | --- |
| 1   | Suécia (H) | 10  | 5 | 5 | 0 | 0 | 164 | 133 | +31 |
| 2   | Hungria    | 6   | 5 | 3 | 0 | 2 | 148 | 147 | +1  |
| 3   | Islândia   | 6   | 5 | 3 | 0 | 2 | 169 | 158 | +11 |
| 4   | Portugal   | 5   | 5 | 2 | 1 | 2 | 146 | 133 | +13 |
| 5   | Brasil     | 3   | 5 | 1 | 1 | 3 | 138 | 151 | −13 |
| 6   | Cabo Verde | 0   | 5 | 0 | 0 | 5 | 138 | 181 | −43 |

Desempate: Islândia 28-30 Hungria
| 18 de Janeiro de 2023 11:30 | Portugal | 28–28     | Brasil    | Scandinavium, Gotemburgo Público: 2,301 Árbitros: C. Bonaventura, J. Bonaventura |
| 18 de Janeiro de 2023 11:30 | Areia 7  | (12–11)   | Dupoux 10 | Scandinavium, Gotemburgo Público: 2,301 Árbitros: C. Bonaventura, J. Bonaventura |
| 18 de Janeiro de 2023 11:30 | 1×       | Relatório | 3×        | Scandinavium, Gotemburgo Público: 2,301 Árbitros: C. Bonaventura, J. Bonaventura |

| 18 de Janeiro de 2023 14:00 | Cabo Verde | 30–40     | Islândia     | Scandinavium, Gotemburgo Público: 5,723 Árbitros: Belkhiri, Hamidi |
| 18 de Janeiro de 2023 14:00 | Pina 11    | (13–18)   | Guðjónsson 6 | Scandinavium, Gotemburgo Público: 5,723 Árbitros: Belkhiri, Hamidi |
| 18 de Janeiro de 2023 14:00 | 4×         | Relatório | 3× 1×        | Scandinavium, Gotemburgo Público: 5,723 Árbitros: Belkhiri, Hamidi |

| 18 de Janeiro de 2023 16:30 | Suécia  | 37–28     | Hungria | Scandinavium, Gotemburgo Público: 9,256 Árbitros: Schulze, Tönnies |
| 18 de Janeiro de 2023 16:30 | Wanne 9 | (18–14)   | Rosta 7 | Scandinavium, Gotemburgo Público: 9,256 Árbitros: Schulze, Tönnies |
| 18 de Janeiro de 2023 16:30 | 2×      | Relatório | 3× 1×   | Scandinavium, Gotemburgo Público: 9,256 Árbitros: Schulze, Tönnies |

| 20 de Janeiro de 2023 11:30 | Cabo Verde | 23–35     | Portugal | Scandinavium, Gotemburgo Público: 3,110 Árbitros: Merz, Kuttler |
| 20 de Janeiro de 2023 11:30 | D. Pina 6  | (12–14)   | Areia 9  | Scandinavium, Gotemburgo Público: 3,110 Árbitros: Merz, Kuttler |
| 20 de Janeiro de 2023 11:30 | 9× 1×      | Relatório | 2×       | Scandinavium, Gotemburgo Público: 3,110 Árbitros: Merz, Kuttler |

| 20 de Janeiro de 2023 14:00 | Brasil           | 25–28     | Hungria | Scandinavium, Gotemburgo Público: 7,317 Árbitros: Pavićević, Ražnatović |
| 20 de Janeiro de 2023 14:00 | Monta da Silva 6 | (14–14)   | Lékai 7 | Scandinavium, Gotemburgo Público: 7,317 Árbitros: Pavićević, Ražnatović |
| 20 de Janeiro de 2023 14:00 | 3× 1×            | Relatório | 6× 1×   | Scandinavium, Gotemburgo Público: 7,317 Árbitros: Pavićević, Ražnatović |

| 20 de Janeiro de 2023 16:30 | Islândia  | 30–35     | Suécia   | Scandinavium, Gotemburgo Público: 11,801 Árbitros: Nachevski, Nikolov |
| 20 de Janeiro de 2023 16:30 | Elísson 8 | (16–17)   | Pellas 8 | Scandinavium, Gotemburgo Público: 11,801 Árbitros: Nachevski, Nikolov |
| 20 de Janeiro de 2023 16:30 | 4× 1×     | Relatório | 5× 1×    | Scandinavium, Gotemburgo Público: 11,801 Árbitros: Nachevski, Nikolov |

| 22 de Janeiro de 2023 11:30 | Cabo Verde  | 30–42     | Hungria             | Scandinavium, Gotemburgo Público: 3,899 Árbitros: Sekulić, Jovandić |
| 22 de Janeiro de 2023 11:30 | B. Landim 8 | (15–22)   | Bóka, Rosta, Bodó 7 | Scandinavium, Gotemburgo Público: 3,899 Árbitros: Sekulić, Jovandić |
| 22 de Janeiro de 2023 11:30 | 4×          | Relatório | 1×                  | Scandinavium, Gotemburgo Público: 3,899 Árbitros: Sekulić, Jovandić |

| 22 de Janeiro de 2023 14:00 | Brasil   | 37–41     | Islândia  | Scandinavium, Gotemburgo Público: 9,871 Árbitros: K. Gasmi, R. Gasmi |
| 22 de Janeiro de 2023 14:00 | Dupoux 8 | (22–18)   | Elísson 9 | Scandinavium, Gotemburgo Público: 9,871 Árbitros: K. Gasmi, R. Gasmi |
| 22 de Janeiro de 2023 14:00 | 3× 1×    | Relatório | 6× 1×     | Scandinavium, Gotemburgo Público: 9,871 Árbitros: K. Gasmi, R. Gasmi |

| 22 de Janeiro de 2023 16:30 | Suécia          | 32–30     | Portugal | Scandinavium, Gotemburgo Público: 11,670 Árbitros: C. Bonaventura, J. Bonaventura |
| 22 de Janeiro de 2023 16:30 | D. Pettersson 8 | (13–14)   | Areia 8  | Scandinavium, Gotemburgo Público: 11,670 Árbitros: C. Bonaventura, J. Bonaventura |
| 22 de Janeiro de 2023 16:30 | 1×              | Relatório | 6× 2×    | Scandinavium, Gotemburgo Público: 11,670 Árbitros: C. Bonaventura, J. Bonaventura |

### Grupo III
| Pos | Equipe        | Pts | J | V | E | D | GP  | GC  | SG  |
| --- | ------------- | --- | - | - | - | - | --- | --- | --- |
| 1   | Noruega       | 10  | 5 | 5 | 0 | 0 | 148 | 118 | +30 |
| 2   | Alemanha      | 8   | 5 | 4 | 0 | 1 | 163 | 133 | +30 |
| 3   | Sérvia        | 6   | 5 | 3 | 0 | 2 | 155 | 141 | +14 |
| 4   | Países Baixos | 4   | 5 | 2 | 0 | 3 | 143 | 141 | +2  |
| 5   | Argentina     | 2   | 5 | 1 | 0 | 4 | 107 | 150 | −43 |
| 6   | Catar         | 0   | 5 | 0 | 0 | 5 | 120 | 153 | −33 |

| 19 de Janeiro de 2023 11:30 | Catar     | 30–32     | Países Baixos      | Spodek, Katowice Público: 1,900 Árbitros: Gatelis, Mažeika |
| 19 de Janeiro de 2023 11:30 | Madadi 11 | (19–15)   | Smits, Ten Velde 8 | Spodek, Katowice Público: 1,900 Árbitros: Gatelis, Mažeika |
| 19 de Janeiro de 2023 11:30 | 6×        | Relatório | 6× 1×              | Spodek, Katowice Público: 1,900 Árbitros: Gatelis, Mažeika |

| 19 de Janeiro de 2023 14:00 | Alemanha                   | 39–19     | Argentina       | Spodek, Katowice Público: 3,150 Árbitros: Horáček, Novotný |
| 19 de Janeiro de 2023 14:00 | Golla, Groetzki, Mertens 5 | (24–11)   | Martínez Cami 5 | Spodek, Katowice Público: 3,150 Árbitros: Horáček, Novotný |
| 19 de Janeiro de 2023 14:00 | 3×                         | Relatório | 4×              | Spodek, Katowice Público: 3,150 Árbitros: Horáček, Novotný |

| 19 de Janeiro de 2023 16:30 | Noruega             | 31–28     | Sérvia                         | Spodek, Katowice Público: 3,500 Árbitros: Brunner, Salah |
| 19 de Janeiro de 2023 16:30 | Barthold, Sagosen 5 | (14–17)   | Radivojević, Orbović, Đorđić 5 | Spodek, Katowice Público: 3,500 Árbitros: Brunner, Salah |
| 19 de Janeiro de 2023 16:30 | 3×                  | Relatório | 4× 1×                          | Spodek, Katowice Público: 3,500 Árbitros: Brunner, Salah |

| 21 de Janeiro de 2023 11:30 | Sérvia        | 28–22     | Argentina  | Spodek, Katowice Público: 2,550 Árbitros: Belkhiri, Hamidi |
| 21 de Janeiro de 2023 11:30 | Radivojević 6 | (12–10)   | Lombardi 9 | Spodek, Katowice Público: 2,550 Árbitros: Belkhiri, Hamidi |
| 21 de Janeiro de 2023 11:30 | 5× 1×         | Relatório | 4× 1×      | Spodek, Katowice Público: 2,550 Árbitros: Belkhiri, Hamidi |

| 21 de Janeiro de 2023 14:00 | Catar     | 17–30     | Noruega                 | Spodek, Katowice Público: 5,100 Árbitros: Bíró, Kiss |
| 21 de Janeiro de 2023 14:00 | Abdalla 5 | (9–14)    | Bjørnsen, Johannessen 6 | Spodek, Katowice Público: 5,100 Árbitros: Bíró, Kiss |
| 21 de Janeiro de 2023 14:00 | 2×        | Relatório | 1×                      | Spodek, Katowice Público: 5,100 Árbitros: Bíró, Kiss |

| 21 de Janeiro de 2023 16:30 | Países Baixos | 26–33     | Alemanha | Spodek, Katowice Público: 6,250 Árbitros: Madsen, Hansen |
| 21 de Janeiro de 2023 16:30 | Smits 6       | (12–15)   | Knorr 9  | Spodek, Katowice Público: 6,250 Árbitros: Madsen, Hansen |
| 21 de Janeiro de 2023 16:30 | 2× 1×         | Relatório | 4× 1×    | Spodek, Katowice Público: 6,250 Árbitros: Madsen, Hansen |

| 23 de Janeiro de 2023 11:30 | Catar    | 22–26     | Argentina    | Spodek, Katowice Público: 1,850 Árbitros: Santos, Fonseca |
| 23 de Janeiro de 2023 11:30 | Madadi 8 | (9–12)    | I. Pizarro 9 | Spodek, Katowice Público: 1,850 Árbitros: Santos, Fonseca |
| 23 de Janeiro de 2023 11:30 | 3× 1×    | Relatório | 4×           | Spodek, Katowice Público: 1,850 Árbitros: Santos, Fonseca |

| 23 de Janeiro de 2023 14:00 | Sérvia          | 32–30     | Países Baixos | Spodek, Katowice Público: 3,100 Árbitros: Horáček, Novotný |
| 23 de Janeiro de 2023 14:00 | Milosavljević 9 | (15–17)   | Baijens 7     | Spodek, Katowice Público: 3,100 Árbitros: Horáček, Novotný |
| 23 de Janeiro de 2023 14:00 | 4× 1×           | Relatório | 9× 1×         | Spodek, Katowice Público: 3,100 Árbitros: Horáček, Novotný |

| 23 de Janeiro de 2023 16:30 | Alemanha | 26–28     | Noruega       | Spodek, Katowice Público: 4,100 Árbitros: Milošević, Gubica |
| 23 de Janeiro de 2023 16:30 | Knorr 8  | (16–18)   | Johannessen 5 | Spodek, Katowice Público: 4,100 Árbitros: Milošević, Gubica |
| 23 de Janeiro de 2023 16:30 | 1×       | Relatório | 4× 1×         | Spodek, Katowice Público: 4,100 Árbitros: Milošević, Gubica |

### Grupo IV
| Pos | Equipe         | Pts | J | V | E | D | GP  | GC  | SG  |
| --- | -------------- | --- | - | - | - | - | --- | --- | --- |
| 1   | Dinamarca      | 9   | 5 | 4 | 1 | 0 | 174 | 130 | +44 |
| 2   | Egito          | 8   | 5 | 4 | 0 | 1 | 150 | 118 | +32 |
| 3   | Croácia        | 7   | 5 | 3 | 1 | 1 | 171 | 143 | +28 |
| 4   | Bahrein        | 4   | 5 | 2 | 0 | 3 | 137 | 160 | −23 |
| 5   | Bélgica        | 2   | 5 | 1 | 0 | 4 | 113 | 162 | −49 |
| 6   | Estados Unidos | 0   | 5 | 0 | 0 | 5 | 132 | 164 | −32 |

| 19 de Janeiro de 2023 11:30 | Estados Unidos | 27–32     | Bahrein      | Malmö Arena, Malmö Público: 1,891 Árbitros: K. Gasmi, R. Gasmi |
| 19 de Janeiro de 2023 11:30 | Hoddersen 6    | (13–17)   | Al-Sayyad 11 | Malmö Arena, Malmö Público: 1,891 Árbitros: K. Gasmi, R. Gasmi |
| 19 de Janeiro de 2023 11:30 | 3× 1×          | Relatório | 4×           | Malmö Arena, Malmö Público: 1,891 Árbitros: K. Gasmi, R. Gasmi |

| 19 de Janeiro de 2023 14:00 | Egito     | 33–28     | Bélgica  | Malmö Arena, Malmö Público: 8,784 Árbitros: Lah, Sok |
| 19 de Janeiro de 2023 14:00 | Mahmoud 7 | (22–15)   | Danesi 9 | Malmö Arena, Malmö Público: 8,784 Árbitros: Lah, Sok |
| 19 de Janeiro de 2023 14:00 | 3×        | Relatório | 4× 1×    | Malmö Arena, Malmö Público: 8,784 Árbitros: Lah, Sok |

| 19 de Janeiro de 2023 16:30 | Dinamarca | 32–32     | Croácia | Malmö Arena, Malmö Público: 10,420 Árbitros: García, Marín |
| 19 de Janeiro de 2023 16:30 | Pytlick 9 | (15–16)   | Šipić 9 | Malmö Arena, Malmö Público: 10,420 Árbitros: García, Marín |
| 19 de Janeiro de 2023 16:30 | 5×        | Relatório | 8× 2×   | Malmö Arena, Malmö Público: 10,420 Árbitros: García, Marín |

| 21 de Janeiro de 2023 11:30 | Bahrein    | 22–26     | Egito         | Malmö Arena, Malmö Público: 7,002 Árbitros: García, Marín |
| 21 de Janeiro de 2023 11:30 | A. Merza 6 | (9–13)    | Y. El-Deraa 5 | Malmö Arena, Malmö Público: 7,002 Árbitros: García, Marín |
| 21 de Janeiro de 2023 11:30 | 2×         | Relatório | 1×            | Malmö Arena, Malmö Público: 7,002 Árbitros: García, Marín |

| 21 de Janeiro de 2023 14:00 | Croácia   | 34–26     | Bélgica                   | Malmö Arena, Malmö Público: 11,008 Árbitros: Kleven, Jørum |
| 21 de Janeiro de 2023 14:00 | Jelinić 6 | (21–13)   | Kotters, Robyns, Qerimi 4 | Malmö Arena, Malmö Público: 11,008 Árbitros: Kleven, Jørum |
| 21 de Janeiro de 2023 14:00 | 5×        | Relatório | 3×                        | Malmö Arena, Malmö Público: 11,008 Árbitros: Kleven, Jørum |

| 21 de Janeiro de 2023 16:30 | Estados Unidos | 24–33     | Dinamarca   | Malmö Arena, Malmö Público: 12,482 Árbitros: Grillo, Lenci |
| 21 de Janeiro de 2023 16:30 | Hoddersen 5    | (10–18)   | Jørgensen 8 | Malmö Arena, Malmö Público: 12,482 Árbitros: Grillo, Lenci |
| 21 de Janeiro de 2023 16:30 | 4×             | Relatório | 2×          | Malmö Arena, Malmö Público: 12,482 Árbitros: Grillo, Lenci |

| 23 de Janeiro de 2023 11:30 | Estados Unidos                    | 24–22     | Bélgica         | Malmö Arena, Malmö Público: 4,745 Árbitros: Schulze, Tönnies |
| 23 de Janeiro de 2023 11:30 | Chan, Fofana, Hueter, Hoddersen 6 | (14–12)   | Kotters, Ooms 4 | Malmö Arena, Malmö Público: 4,745 Árbitros: Schulze, Tönnies |
| 23 de Janeiro de 2023 11:30 | 4×                                | Relatório | 1×              | Malmö Arena, Malmö Público: 4,745 Árbitros: Schulze, Tönnies |

| 23 de Janeiro de 2023 14:00 | Croácia               | 43–32     | Bahrein  | Malmö Arena, Malmö Público: 11,542 Árbitros: Kleven, Jørum |
| 23 de Janeiro de 2023 14:00 | Glavaš, Martinović 11 | (17–16)   | Qambar 7 | Malmö Arena, Malmö Público: 11,542 Árbitros: Kleven, Jørum |
| 23 de Janeiro de 2023 14:00 | 3× 1×                 | Relatório | 4×       | Malmö Arena, Malmö Público: 11,542 Árbitros: Kleven, Jørum |

| 23 de Janeiro de 2023 16:30 | Egito      | 25–30     | Dinamarca         | Malmö Arena, Malmö Público: 12,353 Árbitros: Sok, Lah |
| 23 de Janeiro de 2023 16:30 | Abdelhak 6 | (12–17)   | Gidsel, Pytlick 8 | Malmö Arena, Malmö Público: 12,353 Árbitros: Sok, Lah |
| 23 de Janeiro de 2023 16:30 | 5×         | Relatório | 4× 1×             | Malmö Arena, Malmö Público: 12,353 Árbitros: Sok, Lah |

## Fase Final

### Chaveamento
|  | Quartas de Final | Quartas de Final |               |    | Semifinal      | Semifinal      |  |  | Final | Final |
|  |                  |                  |               |    |                |                |  |  |       |       |
|  | 25 de Janeiro    |                  |               |    |                |                |  |  |       |       |
|  |                  |                  |               |    |                |                |  |  |       |       |
|  | França           | 35               |               |    |                |                |  |  |       |       |
|  | França           | 35               | 27 de Janeiro |    |                |                |  |  |       |       |
|  | Alemanha         | 28               |               |    |                |                |  |  |       |       |
|  | Alemanha         | 28               | França        | 31 |                |                |  |  |       |       |
|  | 25 de Janeiro    |                  | França        | 31 |                |                |  |  |       |       |
|  |                  | Suécia           | 26            |    |                |                |  |  |       |       |
|  | Suécia           | Suécia           | 26            | 26 |                |                |  |  |       |       |
|  | Suécia           |                  | 29 de Janeiro | 26 |                |                |  |  |       |       |
|  | Egito            | 22               |               |    |                |                |  |  |       |       |
|  | Egito            | 22               | França        | 29 |                |                |  |  |       |       |
|  | 25 de Janeiro    |                  | França        | 29 |                |                |  |  |       |       |
|  |                  | Dinamarca        | 34            |    |                |                |  |  |       |       |
|  | Noruega          | Dinamarca        | 34            | 34 |                |                |  |  |       |       |
|  | Noruega          | 27 de Janeiro    |               | 34 |                |                |  |  |       |       |
|  | Espanha          | 35               |               |    |                |                |  |  |       |       |
|  | Espanha          | 35               | Espanha       | 23 |                |                |  |  |       |       |
|  | 25 de Janeiro    |                  | Espanha       | 23 |                |                |  |  |       |       |
|  |                  | Dinamarca        | 26            |    | Terceiro Lugar | Terceiro Lugar |  |  |       |       |
|  | Dinamarca        | Dinamarca        | 26            | 40 | Terceiro Lugar | Terceiro Lugar |  |  |       |       |
|  | Dinamarca        |                  | 29 de Janeiro | 40 |                |                |  |  |       |       |
|  | Hungria          | 23               |               |    |                |                |  |  |       |       |
|  | Hungria          | 23               | Suécia        | 36 |                |                |  |  |       |       |
|  |                  |                  |               |    |                |                |  |  |       |       |
|  | Espanha          | 39               |               |    |                |                |  |  |       |       |
|  | Espanha          | 39               |               |    |                |                |  |  |       |       |

### Quartas de Final
| 25 de Janeiro de 2023 14:00 | Dinamarca | 40–23     | Hungria       | Tele2 Arena, Estocolmo Público: 11,338 Árbitros: Brunner, Salah |
| 25 de Janeiro de 2023 14:00 | Gidsel 9  | (21–12)   | Bodó, Lékai 6 | Tele2 Arena, Estocolmo Público: 11,338 Árbitros: Brunner, Salah |
| 25 de Janeiro de 2023 14:00 | 3×        | Relatório | 4×            | Tele2 Arena, Estocolmo Público: 11,338 Árbitros: Brunner, Salah |

| 25 de Janeiro de 2023 14:00 | Noruega    | 34–35 (OT)           | Espanha | Ergo Arena, Gdańsk Público: 5,489 Árbitros: Lah, Sok |
| 25 de Janeiro de 2023 14:00 | Bjørnsen 9 | (13–12, 25–25, 9–10) | Pérez 8 | Ergo Arena, Gdańsk Público: 5,489 Árbitros: Lah, Sok |
| 25 de Janeiro de 2023 14:00 | 6×         | Relatório            | 3× 1×   | Ergo Arena, Gdańsk Público: 5,489 Árbitros: Lah, Sok |

| 25 de Janeiro de 2023 16:30 | Suécia   | 26–22     | Egito             | Tele2 Arena, Estocolmo Público: 16,215 Árbitros: García, Marín |
| 25 de Janeiro de 2023 16:30 | Ekberg 6 | (14–9)    | Kaddah, Mahmoud 5 | Tele2 Arena, Estocolmo Público: 16,215 Árbitros: García, Marín |
| 25 de Janeiro de 2023 16:30 | 4×       | Relatório | 1×                | Tele2 Arena, Estocolmo Público: 16,215 Árbitros: García, Marín |

| 25 de Janeiro de 2023 16:30 | França             | 35–28     | Alemanha | Ergo Arena, Gdańsk Público: 5,262 Árbitros: Hansen, Madsen |
| 25 de Janeiro de 2023 16:30 | Fabregas, Remili 5 | (16–16)   | Golla 6  | Ergo Arena, Gdańsk Público: 5,262 Árbitros: Hansen, Madsen |
| 25 de Janeiro de 2023 16:30 | 3×                 | Relatório | 1×       | Ergo Arena, Gdańsk Público: 5,262 Árbitros: Hansen, Madsen |

#### Disputa de 5º ao 8º Semifinais
| 27 de Janeiro de 2023 11:30 | Alemanha | 35–34 (OT)          | Egito               | Tele2 Arena, Estocolmo Público: 3,604 Árbitros: Nachevski, Nikolov |
| 27 de Janeiro de 2023 11:30 | Knorr 7  | (17–14, 30–30, 5–4) | Y. El-Deraa, Zein 7 | Tele2 Arena, Estocolmo Público: 3,604 Árbitros: Nachevski, Nikolov |
| 27 de Janeiro de 2023 11:30 | 4× 1×    | Relatório           | 1×                  | Tele2 Arena, Estocolmo Público: 3,604 Árbitros: Nachevski, Nikolov |

| 27 de Janeiro de 2023 14:00 | Noruega   | 33–25     | Hungria | Tele2 Arena, Estocolmo Público: 9,081 Árbitros: C. Bonaventura, J. Bonaventura |
| 27 de Janeiro de 2023 14:00 | Sagosen 7 | (16–13)   | Lékai 6 | Tele2 Arena, Estocolmo Público: 9,081 Árbitros: C. Bonaventura, J. Bonaventura |
| 27 de Janeiro de 2023 14:00 | 2×        | Relatório | 2× 1×   | Tele2 Arena, Estocolmo Público: 9,081 Árbitros: C. Bonaventura, J. Bonaventura |

### Semifinal
| 27 de Janeiro de 2023 14:00 | Espanha         | 23–26     | Dinamarca | Ergo Arena, Gdańsk Público: 6,567 Árbitros: Schulze, Tönnies |
| 27 de Janeiro de 2023 14:00 | A. Dujshebaev 5 | (10–15)   | Pytlick 6 | Ergo Arena, Gdańsk Público: 6,567 Árbitros: Schulze, Tönnies |
| 27 de Janeiro de 2023 14:00 | 3× 1×           | Relatório | 3×        | Ergo Arena, Gdańsk Público: 6,567 Árbitros: Schulze, Tönnies |

| 27 de Janeiro de 2023 17:24 | França     | 31–26     | Suécia      | Tele2 Arena, Estocolmo Público: 19,128 Árbitros: Horáček, Novotný |
| 27 de Janeiro de 2023 17:24 | Fabregas 6 | (16–12)   | Johansson 5 | Tele2 Arena, Estocolmo Público: 19,128 Árbitros: Horáček, Novotný |
| 27 de Janeiro de 2023 17:24 | 3×         | Relatório | 4× 1×       | Tele2 Arena, Estocolmo Público: 19,128 Árbitros: Horáček, Novotný |

#### Decisão do 7º lugar
| 29 de Janeiro de 2023 11:30 | Egito   | 36–35 (OT)          | Hungria       | Tele2 Arena, Estocolmo Público: 8,980 Árbitros: Kurtagic, Wetterwik |
| 29 de Janeiro de 2023 11:30 | Zein 12 | (17–11, 28–28, 8–7) | Bodó, Lékai 7 | Tele2 Arena, Estocolmo Público: 8,980 Árbitros: Kurtagic, Wetterwik |
| 29 de Janeiro de 2023 11:30 | 3× 1×   | Relatório           | 6× 2×         | Tele2 Arena, Estocolmo Público: 8,980 Árbitros: Kurtagic, Wetterwik |

#### Decisão do 5º lugar
| 29 de Janeiro de 2023 09:00 | Alemanha                | 28–24     | Noruega    | Tele2 Arena, Estocolmo Público: 6,260 Árbitros: Marín, García |
| 29 de Janeiro de 2023 09:00 | Golla, Hafner, Witzke 5 | (16–13)   | Gullerud 6 | Tele2 Arena, Estocolmo Público: 6,260 Árbitros: Marín, García |
| 29 de Janeiro de 2023 09:00 | 4×                      | Relatório | 2× 1×      | Tele2 Arena, Estocolmo Público: 6,260 Árbitros: Marín, García |

### Decisão do 3º lugar
| 29 de Janeiro de 2023 14:00 | Suécia  | 36–39     | Espanha    | Tele2 Arena, Estocolmo Público: 22,650 Árbitros: C. Bonaventura, J. Bonaventura |
| 29 de Janeiro de 2023 14:00 | Wanne 9 | (22–18)   | Figueras 9 | Tele2 Arena, Estocolmo Público: 22,650 Árbitros: C. Bonaventura, J. Bonaventura |
| 29 de Janeiro de 2023 14:00 | 3× 2×   | Relatório | 5× 1×      | Tele2 Arena, Estocolmo Público: 22,650 Árbitros: C. Bonaventura, J. Bonaventura |

### Final
| 29 de Janeiro de 2023 17:00 | França   | 29–34     | Dinamarca | Tele2 Arena, Estocolmo Público: 23,050 Árbitros: Nachevski, Nikolov |
| 29 de Janeiro de 2023 17:00 | Remili 6 | (15–16)   | Lauge 10  | Tele2 Arena, Estocolmo Público: 23,050 Árbitros: Nachevski, Nikolov |
| 29 de Janeiro de 2023 17:00 | 3×       | Relatório | 4× 1×     | Tele2 Arena, Estocolmo Público: 23,050 Árbitros: Nachevski, Nikolov |

## Classificação Final
As posições de 1º a 4º e de 25º a 32º serão decididas por play-off. Os perdedores das quartas de final serão classificados entre 5º e 8º de acordo com as colocações na rodada principal, pontos ganhos e saldo de gols. As equipes que terminam em terceiro na fase principal são classificadas de 9º a 12º, as equipes que terminam em quarto na fase principal são classificadas de 13º a 16º, as equipes que terminam em quinto lugar na fase principal são classificadas de 17º a 20º e as equipes classificadas em sexto são classificadas de 21º a 24º. Em caso de empate na pontuação obtida, será levado em consideração a diferença de gols da rodada principal e, posteriormente, o número de gols marcados. Se as equipes ainda estiverem empatadas, o número de pontos ganhos na fase preliminar será considerado seguido pela diferença de gols e, em seguida, o número de gols marcados na fase preliminar.
| Rank | Team               |
| ---- | ------------------ |
| 1    | Dinamarca          |
| 2    | França             |
| 3    | Espanha            |
| 4    | Suécia             |
| 5    | Alemanha           |
| 6    | Noruega            |
| 7    | Egito              |
| 8    | Hungria            |
| 9    | Croácia            |
| 10   | Eslovênia          |
| 11   | Sérvia             |
| 12   | Islândia           |
| 13   | Portugal           |
| 14   | Países Baixos      |
| 15   | Polônia            |
| 16   | Bahrein            |
| 17   | Brasil             |
| 18   | Montenegro         |
| 19   | Argentina          |
| 20   | Estados Unidos     |
| 21   | Bélgica            |
| 22   | Catar              |
| 23   | Cabo Verde         |
| 24   | Irã                |
| 25   | Tunísia            |
| 26   | Chile              |
| 27   | Macedônia do Norte |
| 28   | Coreia do Sul      |
| 29   | Arábia Saudita     |
| 30   | Marrocos           |
| 31   | Argélia            |
| 32   | Uruguai            |

|  | Classificado para Jogos Olímpicos de 2024 e para o Campeonato Mundial de Handebol Masculino de 2025 |

| Campeões Mundiais de Handebol Masculino 2023 · Dinamarca · Terceiro Título Elenco: Niklas Landin Jacobsen, Niclas Kirkeløkke, Magnus Landin Jacobsen, Emil Jakobsen, Rasmus Lauge, Magnus Saugstrup, Hans Lindberg, Mathias Gidsel, Kevin Møller, Henrik Møllgaard, Mads Mensah Larsen, Mikkel Hansen, Lukas Jørgensen, Jóhan Hansen, Michael Damgaard, Jacob Holm, Simon Hald, Simon Pytlick, Mads Hoxer Hangaard, Lasse Møller · Treinador: Nikolaj Jacobsen |

| Posição              | Jogador               |
| -------------------- | --------------------- |
| Goleiro              | Andreas Wolff         |
| Ponta Esquerda       | Ángel Fernández Pérez |
| Lateral Esquerdo     | Simon Pytlick         |
| Armador Central      | Nedim Remili          |
| Lateral Direito      | Alex Dujshebaev       |
| Ponta Direita        | Niclas Ekberg         |
| Pivô                 | Ludovic Fabregas      |
| Melhor jogador jovem | Juri Knorr            |
| Jogador mais valioso | Mathias Gidsel        |

## Estatísticas
| Rank | Nome               | Gols | Chutes | %  |
| ---- | ------------------ | ---- | ------ | -- |
| 1    | Mathias Gidsel     | 60   | 80     | 75 |
| 2    | Erwin Feuchtmann   | 54   | 77     | 70 |
| 3    | Juri Knorr         | 53   | 85     | 62 |
| 4    | Simon Pytlick      | 51   | 70     | 73 |
| 5    | Bjarki Már Elísson | 45   | 59     | 76 |
| 6    | Richárd Bodó       | 44   | 74     | 59 |
| 6    | Alex Dujshebaev    | 44   | 65     | 68 |
| 6    | Kay Smits          | 44   | 66     | 67 |
| 9    | Mikkel Hansen      | 41   | 60     | 68 |
| 9    | Ali Zein           | 41   | 64     | 64 |

| Rank | Nome                   | %  | Defesas | Chutes |
| ---- | ---------------------- | -- | ------- | ------ |
| 1    | Tobias Thulin          | 39 | 39      | 100    |
| 2    | Rémi Desbonnet         | 38 | 36      | 95     |
| 3    | Torbjørn Bergerud      | 37 | 81      | 220    |
| 3    | Mateusz Kornecki       | 37 | 30      | 82     |
| 3    | Andreas Wolff          | 37 | 112     | 305    |
| 6    | Andreas Palicka        | 36 | 72      | 202    |
| 7    | Abdelrahman Mohamed    | 35 | 31      | 89     |
| 8    | Niklas Landin Jacobsen | 34 | 88      | 256    |
| 8    | Urban Lesjak           | 34 | 50      | 146    |
| 10   | Miguel Ferreira        | 33 | 51      | 154    |
| 10   | Kevin Møller           | 33 | 27      | 81     |
| 10   | Assil Nemli            | 33 | 34      | 104    |
| 10   | Mate Šunjić            | 33 | 29      | 89     |